# Vesuvio
Il Vesuvio è uno stratovulcano situato in Italia,  in posizione dominante rispetto al golfo di Napoli, in Campania. La sua forma attuale è il risultato della fusione con un vulcano più antico, il Monte Somma: il cono si è sviluppato all'interno della caldera formatasi dal crollo della parte superiore del Somma a causa di potenti eruzioni esplosive, tra cui spicca quella del 79 d.C.
È uno dei due vulcani attivi dell'Europa continentale (più precisamente è definito quiescente, risalendo l'ultima eruzione a 81 anni fa) nonché uno dei più studiati e pericolosi al mondo a causa dell'elevata popolazione delle zone circostanti e delle sue caratteristiche esplosive. L'area vesuviana presenta infatti un'alta densità di popolazione e il numero dei residenti potenzialmente in pericolo si aggira intorno a 700000.

## Origine del nome
Il nome Vesuvio (in latino Vĕsŭvĭus, anche Vesevius, Vesvius o Vesbius) è presumibilmente d'origine indoeuropea (da una base aues, "illuminare" o eus, "bruciare").
Secondo altri il nome deriverebbe da Vesbio capitano dei Pelasgi che dominò quel territorio.
Esistono tuttavia alcune etimologie popolari: dato che nell'antichità si riteneva che il Vesuvio fosse consacrato all'eroe semidio Ercole, e la città di Ercolano, alla sua base, prendeva da questi il nome, si credeva che anche il vulcano, seppur indirettamente traesse origine dal nome dell'eroe greco. Ercole infatti era il figlio che il dio Giove aveva avuto da Alcmena, regina di Tebe. Uno degli epiteti di Giove (Zeus nella Grecia antica) era Ὕης, Hýēs, cioè "colui che fa piovere". Così Ercole sarebbe diventato Ὑήσου υἱός, Hyḗsou hyiós (pronunciato [hyːˈɛːsuː hʏɪˈos]), cioè il "figlio di Hýēs", da cui sarebbe derivato il latino Vesuvius (pronunciato [wɛˈsʊwɪʊs]).
Una tradizione popolare della fine del Seicento (portata avanti dall'abate e storico Camillo Tutini) vorrebbe invece che la parola derivi dalla locuzione latina Vae suis! ("Guai ai suoi!"), giacché la maggior parte delle eruzioni sino ad allora accadute, avevano sempre preceduto o posticipato avvenimenti storici importanti, e quasi sempre carichi di disgrazie per Napoli o la Campania. Un esempio su tutti: l'eruzione del 1631 sarebbe stato il "preavviso" naturale dei moti di Masaniello del 1647. Nelle poesie napoletane sul Vesuvio di fine Ottocento si può trovare il Vesuvio chiamato la Montagna (con l'articolo e la lettera M in maiuscolo) per indicarne la maggiore importanza rispetto alle altre.

## Geografia

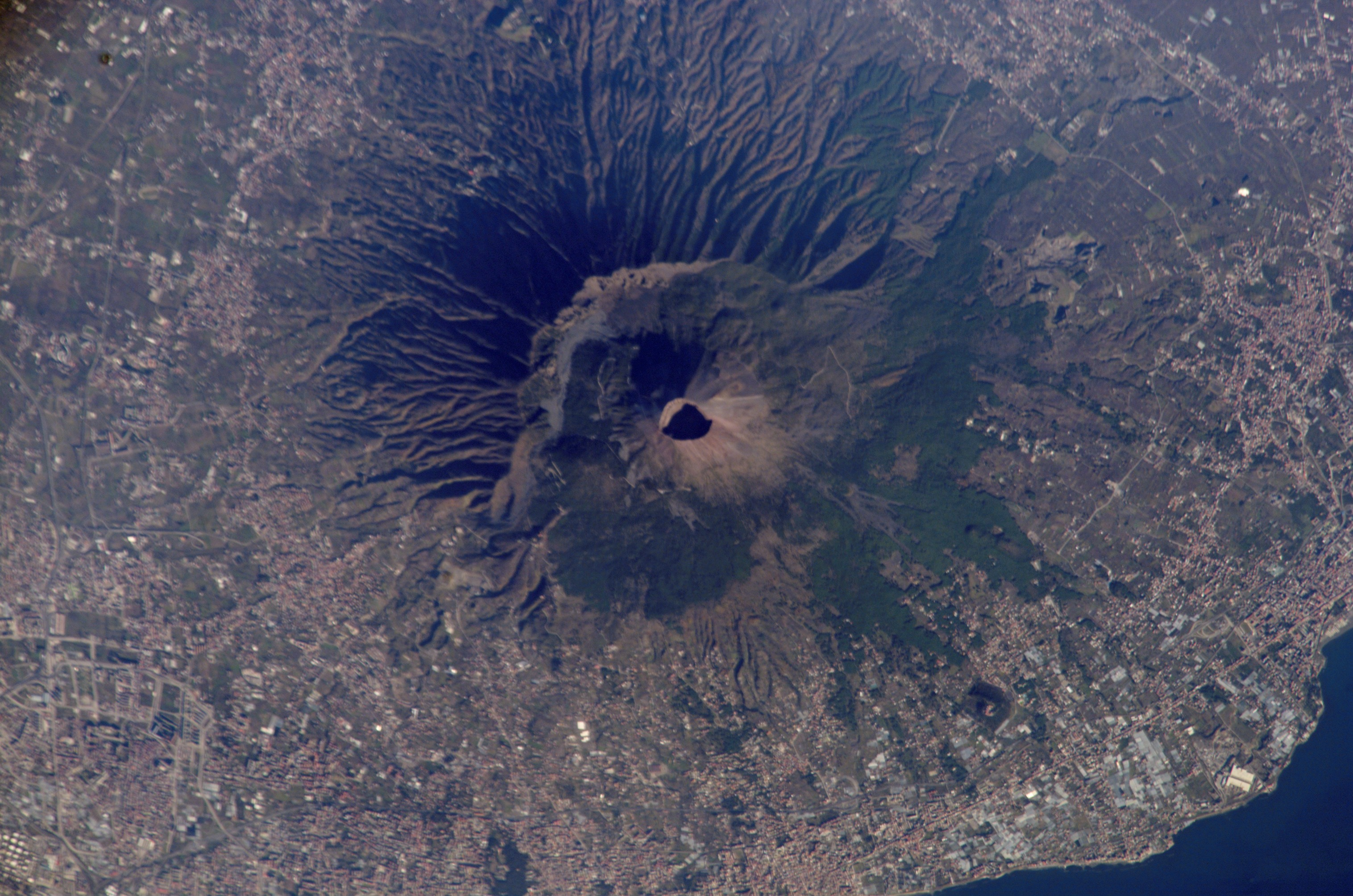
Il complesso Somma-Vesuvio visto dal satellite, in una fotografia della NASA. È ben distinguibile il cono del Vesuvio con il suo cratere, e in direzione nord, l'unico versante del Monte Somma.

Celebre vista del Vesuvio e del pino domestico sovrastante la città di Napoli negli anni cinquanta

Il Vesuvio è situato nel versante sud-orientale della città metropolitana di Napoli, in Campania, nel territorio dell'omonimo parco nazionale istituito nel 1995, simbolo della stessa città. Con un'altezza, al 2010, di 1281 m, il vulcano sorge all'interno di una parziale caldera di circa 4 km di diametro, caldera che è la parte restante di un precedente edificio vulcanico, l'attuale Monte Somma, dopo che la grande eruzione del 79 ne determinò il crollo del fianco sud in corrispondenza del quale si sarebbe formato il cono attuale con il suo cratere. Per questo l'intero complesso vulcanico, detto Somma-Vesuvio, è classificato come "vulcano a recinto", e con il nome Vesuvio ci si riferisce comunemente al cono interno, o Gran Cono.
Per la sua pericolosità, alcuni interventi legislativi hanno individuato una zona a rischio in caso di eruzione, detta zona rossa. Il Dipartimento della protezione civile, con la collaborazione della comunità scientifica e delle autorità locali, ha predisposto un piano di emergenza che viene costantemente aggiornato.

### Ascensione del Vesuvio

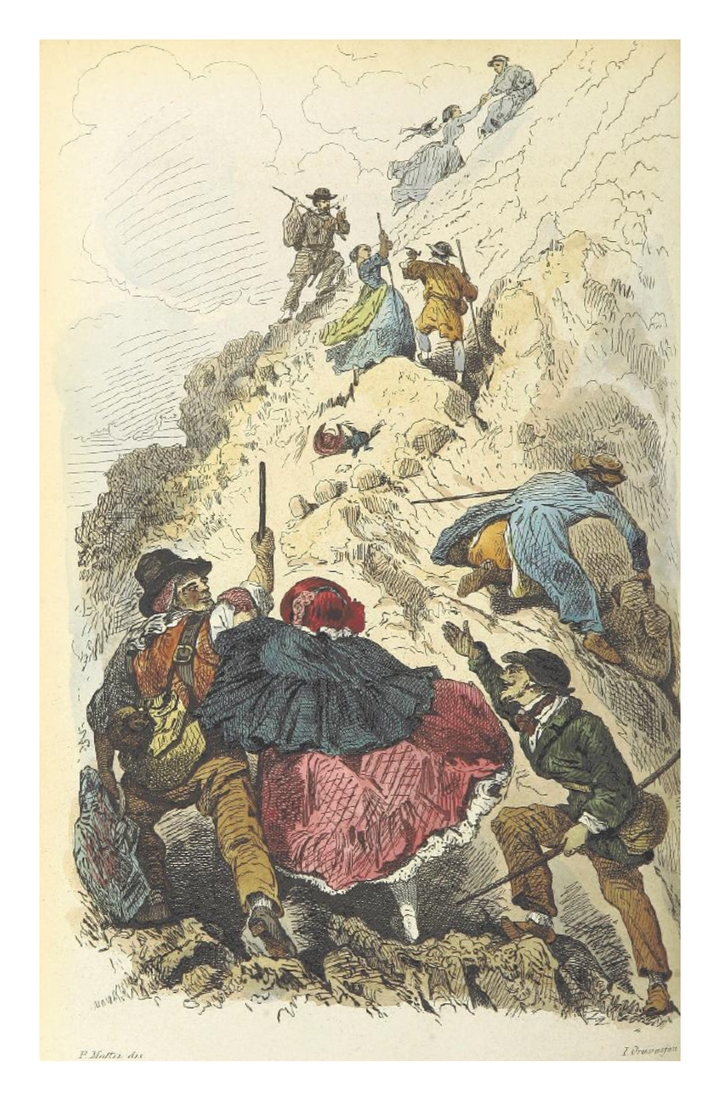
Salita al Vesuvio, disegno di Pasquale Mattei, 1858

Il Vesuvio si stacca nettamente dalla piana su cui sorge. Il circuito della base misura circa 20 chilometri e la vetta, che ricade nel territorio comunale di Ottaviano, è a 1281 m sul livello del mare. Quest'ultima misura varia con il tempo, a causa dell'altezza variabile del cono. La sua altezza moderata, e la facilità con la quale si può raggiungere, hanno indotto molti viaggiatori a scalare la montagna; e non pochi hanno registrato la loro esperienza. Le eruzioni sono state così frequenti e il loro impatto sull'aspetto del vulcano così grande, che ogni descrizione è rimasta valida per un periodo limitato di tempo.

## Storia

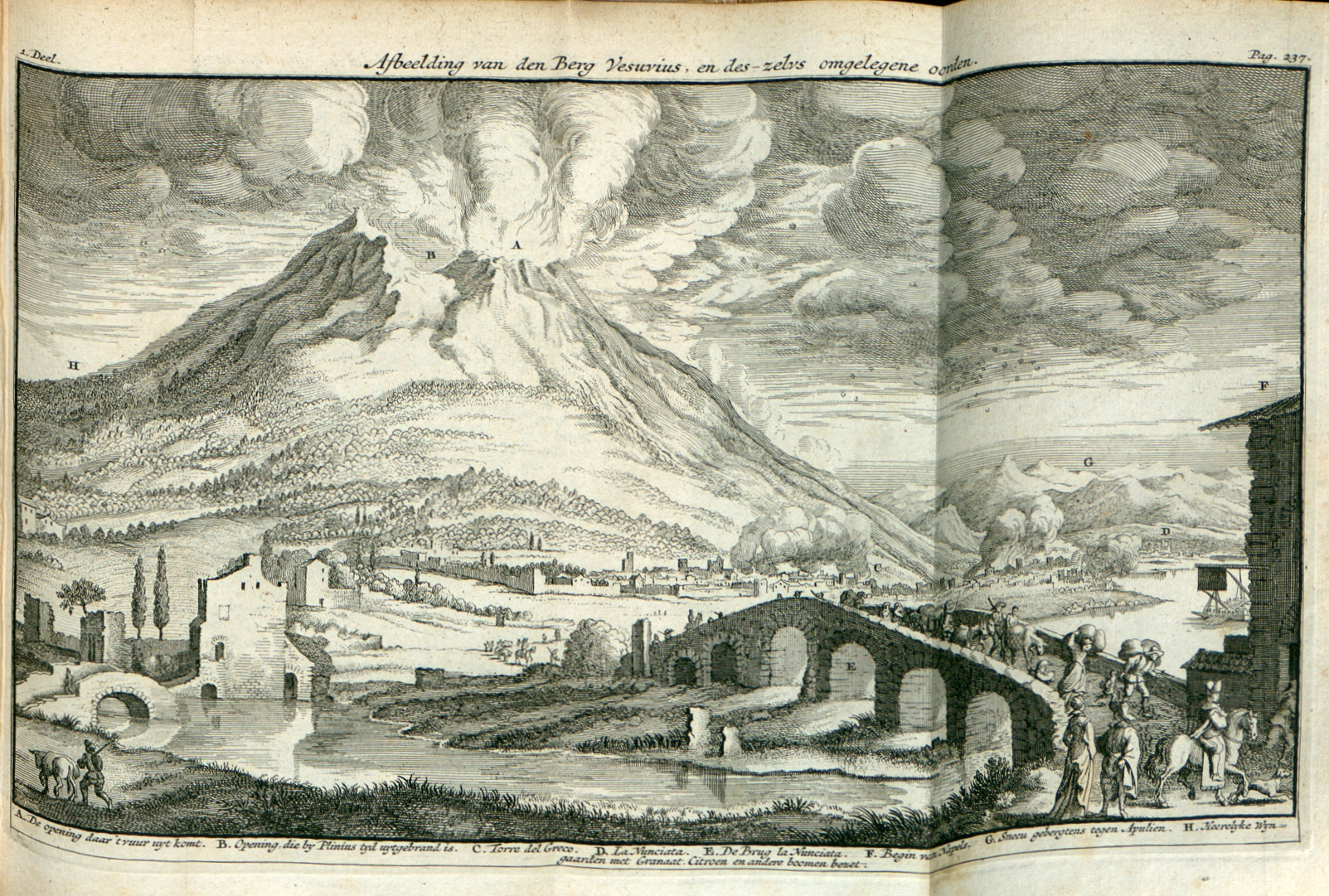
Il Vesuvio in una tavola tratta da Nieuwe reize van Misson na en door Italien, 1724

Il Vesuvio è un vulcano particolarmente interessante per la sua storia e per la frequenza delle sue eruzioni. Si tratta di un vulcano esplosivo, la cui ultima eruzione ebbe luogo nel 1944. Da questa data non si sono verificate più eruzioni, e il Vesuvio è considerato quiescente.

### Eruzioni nell'antichità prima del 79 d.C.

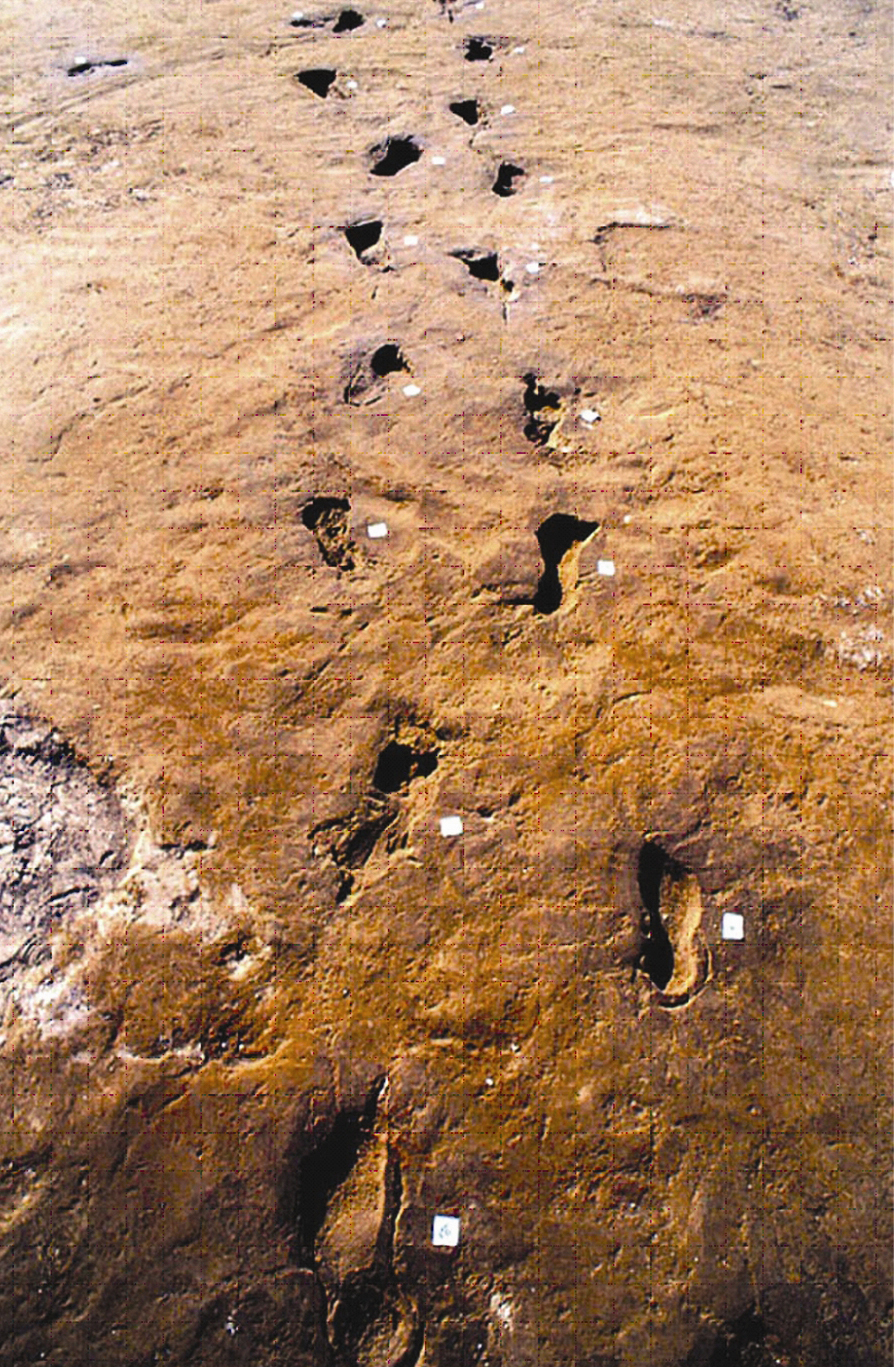
Impronte di fuggitivi nelle ceneri dell'eruzione detta delle «pomici di Avellino» (datata tra il 1880 e il 1680 a.C.)

Si ritiene che già 400000 anni fa la zona del Vesuvio sia stata soggetta ad attività vulcanica, tuttavia sembra che la montagna abbia iniziato a formarsi 30000 anni fa, probabilmente come vulcano sottomarino nel Golfo di Napoli; emersa successivamente come isola, si unì alla terraferma per l'accumulo dei materiali eiettati.
Tra i 19000 anni fa e il 79 d.C. ebbero luogo una serie di violente eruzioni intercalate da periodi di quiete del vulcano. Dall'origine della montagna ai principali eventi sono state attribuite varie denominazioni, riportate nella tabella di seguito.
| Nome               | Epoca         | VEI | Dettagli |
| ------------------ | ------------- | --- | --- |
| Pomici di Codola   | 25000 anni fa | 6?  | ― |
| Pomici di Base     | 18300 anni fa | 6   | A seguito di quest'eruzione si formò il monte Somma. |
| Pomici Verdoline   | 16000 anni fa | 5   | ― |
| Pomici di Mercato  | 8000 anni fa  | 6   | L'eruzione è anche nota come pomici gemelle o pomici di Ottaviano. |
| Pomici di Avellino | 3800 anni fa  | 6   | L'eruzione, che avvenne a circa 2 km di distanza dal cono attuale, distrusse numerosi insediamenti dell'età del bronzo antico appartenenti alla cultura di Palma Campania. |

Tutte queste eruzioni, per la loro immane violenza (ma anche perché simili a quella che distrusse Ercolano, Pompei, Oplontis e Stabia) sono chiamate eruzioni pliniane (dai nomi di Plinio il Vecchio e Plinio il Giovane, studiosi romani, testimoni diretti dell'eruzione del 79 d.C., durante la quale il primo morì e il secondo raccontò l'evento). Per fare un esempio, ciascuna delle eruzioni più violente avvenute dopo il 79, dette subpliniane, sono potenti almeno la metà di una regolare eruzione pliniana.
Tra le eruzioni precedenti, in particolare si ricorda l'eruzione denominata Avellino in quanto ha lasciato tracce fino all'omonima città campana e che ha seppellito l'area dove sorge Napoli.
L'accertamento dell'esistenza di questo evento ha fatto ulteriormente innalzare la soglia d'allarme per future eruzioni che potenzialmente potrebbero coinvolgere un'area dove vivono più di tre milioni di persone.

### Stato precedente al 79 d.C.

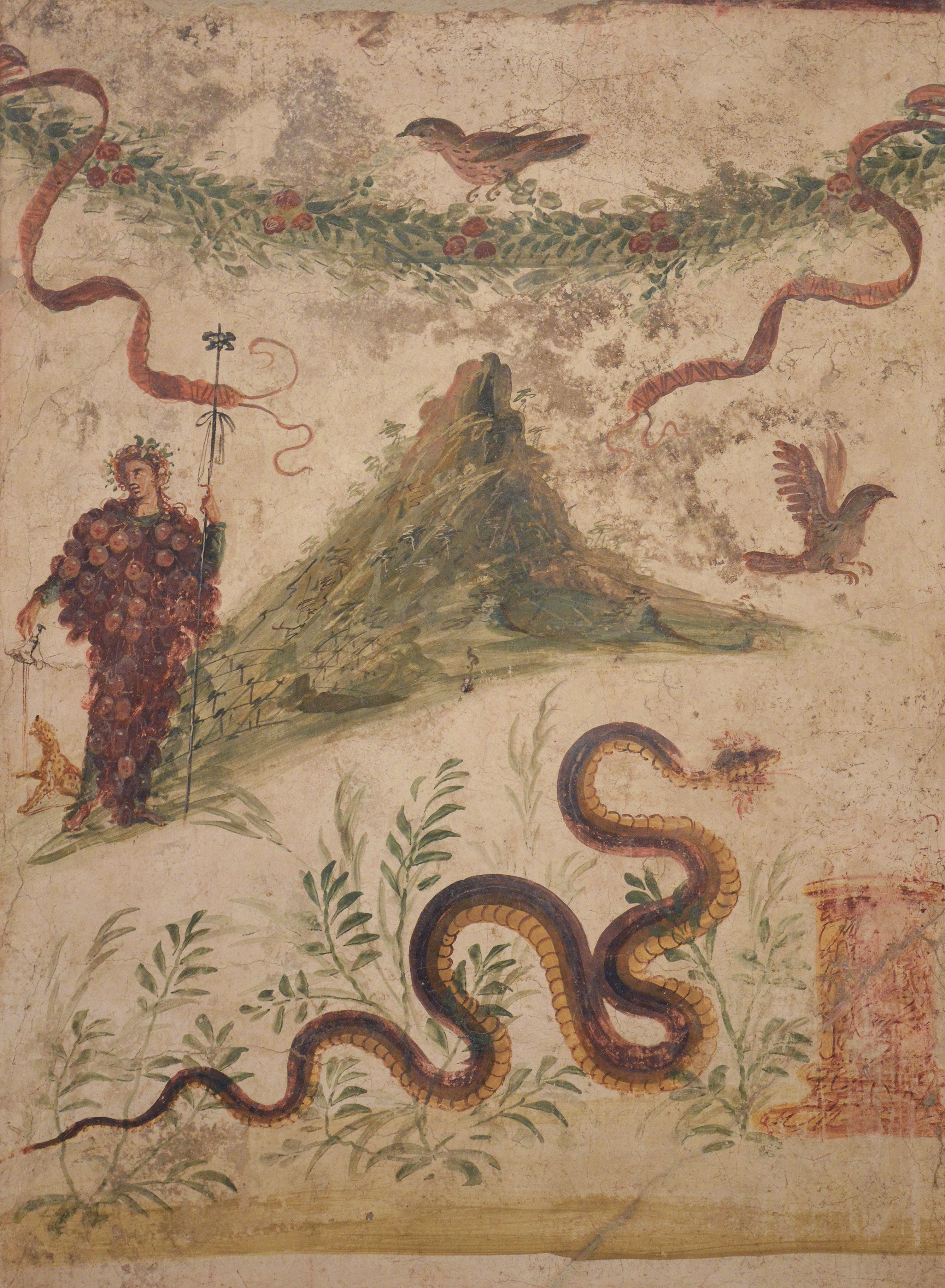
Raffigurazione di Bacco e del Vesuvio in un affresco pompeiano precedente al 79 d.C.

Il Vesuvio non apparve sempre come un vulcano attivo. Per molti secoli fu un monte tranquillo. Scrittori antichi lo descrissero coperto di orti e vigne, eccetto per l'arido culmine. Anche diverse fonti iconografiche, come alcuni affreschi conservati presso il Museo Archeologico di Napoli, mostrano il Vesuvio come una montagna a picco unico, coperta di vegetazione e di vigneti.
Fra un grande cerchio di dirupi quasi perpendicolari c'era uno spazio piatto sufficiente ad accampare un'armata, tanto che nel 73 a.C., durante la terza guerra servile, Spartaco e i suoi seguaci si rifugiarono sul Vesuvio con l'armata dei ribelli che si stava ingrossando e con la quale vennero effettuati diversi attacchi alle tenute romane dell'agro campano. Attaccati dall'esercito di Roma, gli schiavi riuscirono a sottrarsi alla cattura, rinviando l'esito cruento della loro rivolta: utilizzarono i tralci delle viti che ricoprivano le pendici del monte per fabbricare scale con le quali fuggirono per l'unico passaggio non sorvegliato perché impervio.
Si trattava senza dubbio di un antico cratere, di cui sopravvive solo un settore, denominato Monte Somma.
La fertilità dei terreni circostanti, una prerogativa dei suoli vulcanici, favorì gli insediamenti osci e sanniti di Pompei, Ercolano, Stabia e Oplontis, nonostante fosse noto anche nell'antichità il rischio potenziale dell'area. Strabone, nel 18 d.C. (61 anni prima della devastante esplosione che sommerse Pompei ed Ercolano) aveva descritto il Vesuvio nella sua Geografia d'Italia come un vulcano in fase di quiescenza ed attribuiva proprio alla sua presenza la fertilità dei suoli circostanti, paragonati a quelli delle aree ai piedi dell'Etna.

### L'eruzione del 79 d.C.
L'eruzione del Vesuvio del 79 è il principale evento eruttivo verificatosi sul Vesuvio in epoca storica. L'eruzione, che ha profondamente modificato la morfologia del vulcano e dei territori circostanti, ha provocato la distruzione delle città di Ercolano, Pompei, Oplontis e Stabia, le cui rovine, rimaste sepolte sotto strati di pomici, sono state riportate alla luce a partire dal XVIII secolo.

### Tra il 79 d.C. e il 1631
Dopo l'eruzione del 79 d.C., il Vesuvio ha eruttato circa 36 volte. Un'eruzione risale al 203, durante la vita dello storico Cassio Dione. Nel 472, il vulcano ha espulso un tale volume di ceneri che delle ricadute sono state segnalate fino a Costantinopoli. Le eruzioni del 512 furono così gravi che agli abitanti delle pendici del Vesuvio venne concessa l'esenzione dalle tasse dal re Teodorico il Grande, re dell'Italia Ostrogotica.
Altre eruzioni sono state registrate nel 787, 968, 991, 999, 1007 e nel 1036 con il primo flusso di lava documentato. Il vulcano è poi diventato quiescente alla fine del tredicesimo secolo, tanto che negli anni successivi fu ricoperto di giardini e vigne, come prima del 79. Perfino l'interno del cratere era parzialmente coperto da boschetti.

### L'eruzione del 1631
Nel 1631 ci fu un'altra imponente eruzione. Dopo numerosi eventi premonitori quali rigonfiamento del suolo, piccoli terremoti che si manifestavano già da qualche mese e prosciugamento delle fonti, all'alba del 16 dicembre il Vesuvio rientrò in attività dopo un riposo di circa 300 anni, con l'apertura di una bocca laterale sul versante Sud-Est con una iniziale fase di attività stromboliana e forse l'emissione di una colata di lava (per molti autori invece non vi fu alcuna colata di lava). Una prima fase espulse ceneri frammiste all'acqua che scesero a valle a grandi velocità, oltre a colonne di vapore. Successivamente ebbe luogo una violenta attività esplosiva dal cratere centrale con un'alta colonna di ceneri, pomici e gas.

### Eruzioni nell'età moderna

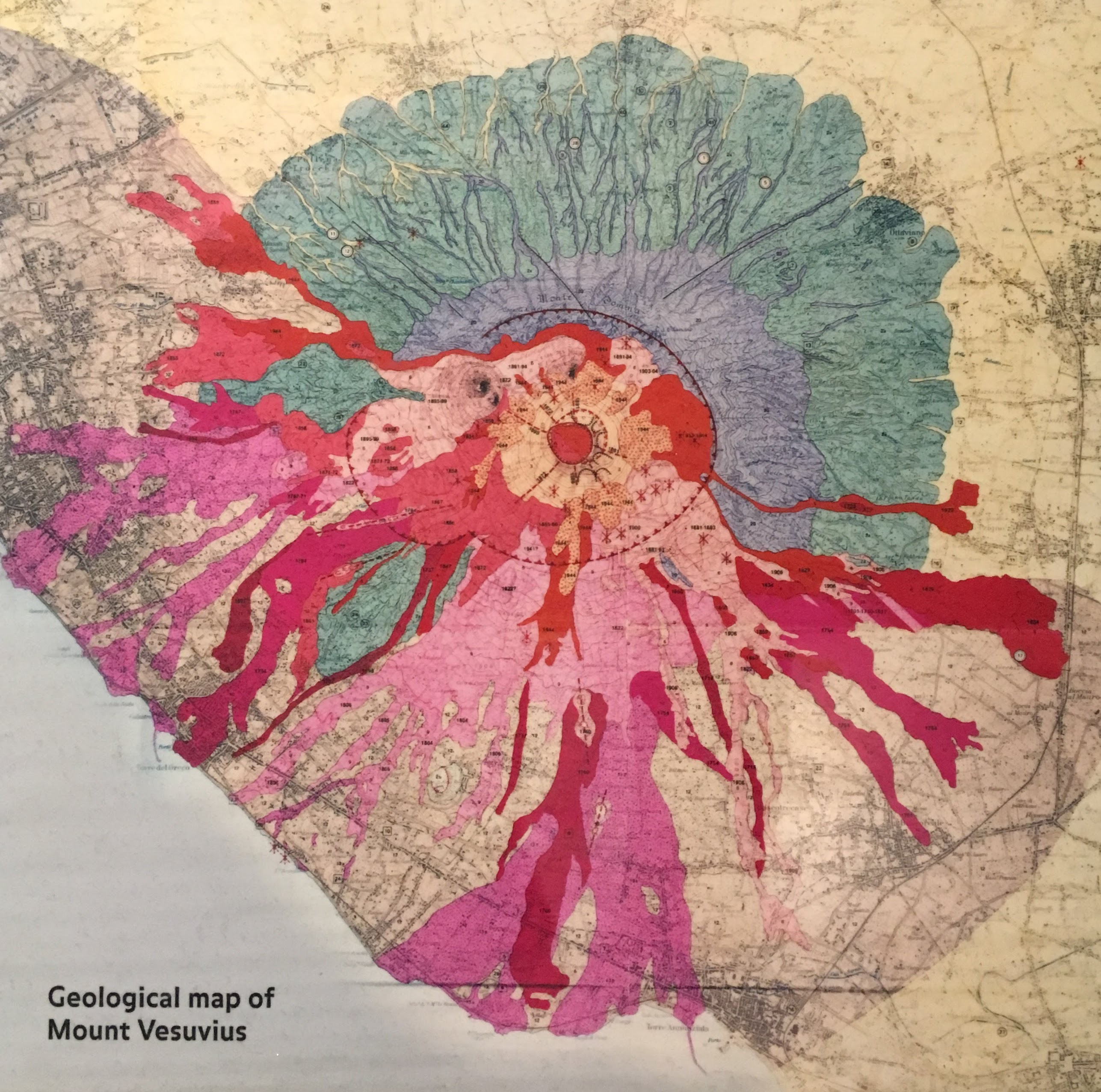
Carta geologica del Vesuvio (inizio XX secolo)

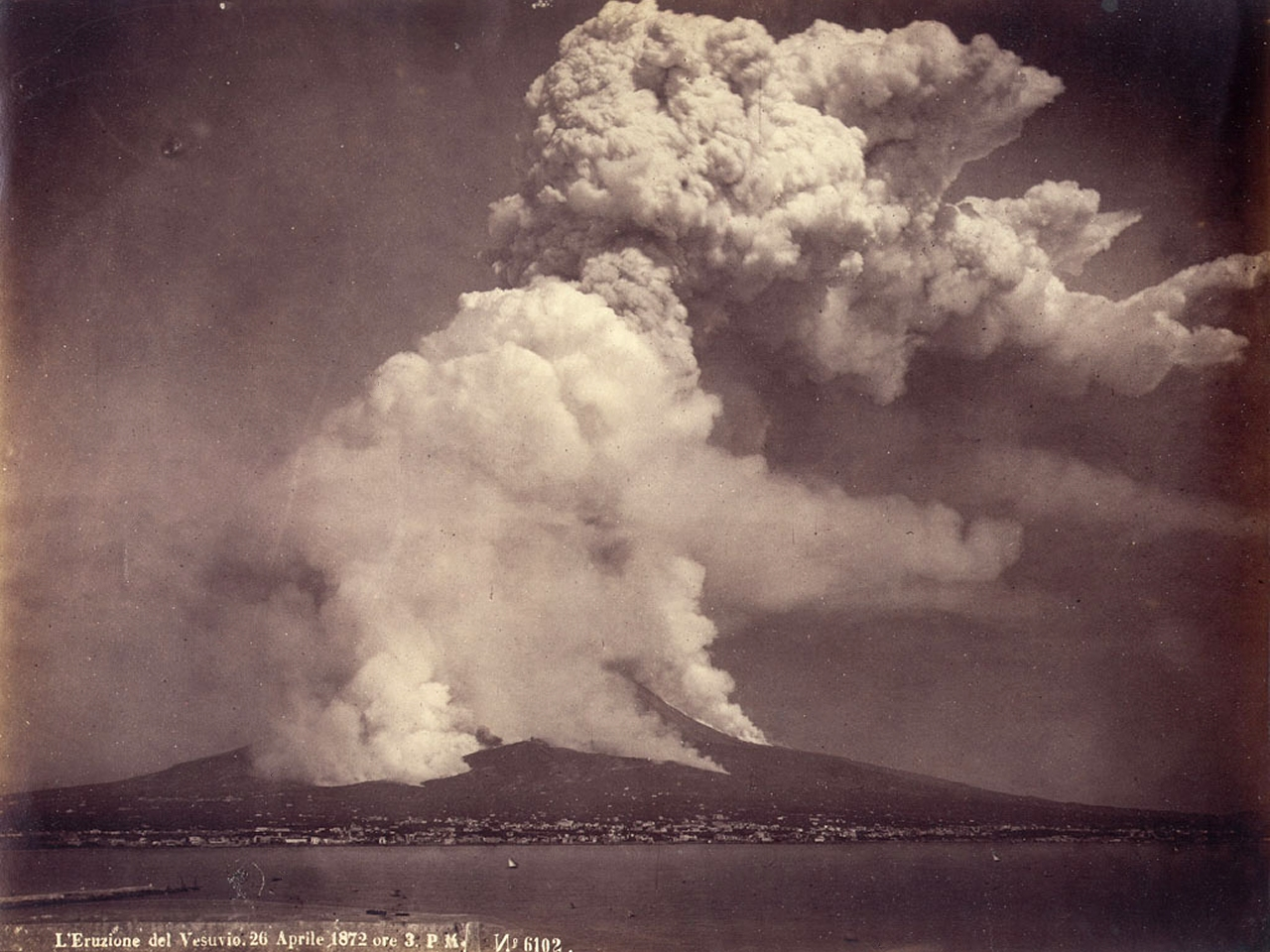
L'eruzione dell'aprile 1872 ripresa in una foto di Giorgio Sommer

Dal 1631 si sono verificate numerose eruzioni. Durante un'eruzione del febbraio 1848, una colonna di vapore alta circa 15 chilometri sorse dal cratere, presentando una varietà di colori; subito dopo spuntarono dieci cerchi, bianchi neri e verdi che assunsero la forma di un cono. Un'apparizione simile era stata osservata nel 1820.
Nel maggio 1855 un flusso di lava incandescente di 70 metri di larghezza fluì verso un grosso crepaccio di circa 300 metri di profondità. La prima parte di questa spaccatura è a precipizio, e qui la lava in caduta formò una magnifica cascata di fuoco liquido.
Più spettacolare fu l'eruzione del 1872, che creò una vastissima nube a forma di pino, e la cui lava distrusse i paesi di Massa di Somma e San Sebastiano al Vesuvio.
Negli anni di attività intermedia, la lava che traboccò dal cratere costituì due cupole di ristagno: nel 1895 il "Colle Margherita" (nell'Atrio del Cavallo, semisepolto dalla lava dell'eruzione del 1944), nel 1898 il "Colle Umberto". Quest'ultimo, perfettamente integro, costituisce una sorta di barriera naturale per l'Osservatorio, giacché le colate di lava dirette su di esso sono deviate dai fianchi del Colle. Contemporaneamente, per via dell'attività effusiva tendente a riempire il cratere, il cono del Vesuvio raggiunse la massima altezza storica registrata, pari a circa 1302 metri s.l.m.

Il Vesuvio fumante visto dal porto di Torre Annunziata, nel 1903

#### L'eruzione del 1906
L'eruzione del 1906, descritta efficacemente da Frank Alvord Perret e da Matilde Serao, rappresenta l'eruzione a maggior energia avvenuta nel XX secolo: è difficile stabilire con esattezza il volume degli ejecta, un'immane colata lavica che si dirigeva verso Torre Annunziata fu bloccata dalle mura del cimitero, e la nube gassosa che generò nelle ultime ore di attività spazzò via la cima e svuotò la camera magmatica. A causa della pioggia di cenere fu, anche in questa eruzione, quasi completamente sotterrata Ottaviano, l'antica Ottajano, causando circa 300 morti, tanto che fu chiamata "la nuova Pompei". Per paura di morire, 105 persone si rifugiarono in una grande chiesa di San Giuseppe Vesuviano. Le ceneri tuttavia sfondarono il soffitto e la lava bruciò il portone in legno: tutte e 105 le persone nella chiesa morirono. I costi dell'eruzione costrinsero il governo italiano a rinunciare all'organizzazione delle Olimpiadi del 1908 (che erano già state assegnate), cedendole alla Gran Bretagna.
Un'eruzione intermedia avvenne nel 1929, quando nel cratere si creò un lago di lava, che traboccò sul versante Sud-Est e distrusse solo alcuni vigneti.

#### L'eruzione del 1944

Militari della V armata statunitense osservano l'eruzione del 1944

Dopo l'eruzione del 1929, l'ultima attività vulcanica del Vesuvio avvenne tra il 16 e il 29 marzo 1944. Questa eruzione distrusse di nuovo i paesi di Massa di Somma e San Sebastiano, ricoprì di cenere Ottaviano e tutto il Sud Italia, e divenne famosa grazie ai cinegiornali dell'esercito angloamericano che occupava Napoli in quel periodo. Fontane di lava si innalzarono dal cratere fino ad un'altezza di 800 metri, mentre 26 persone a San Sebastiano venivano letteralmente bruciate dalla pioggia di ceneri, ed il condotto craterico subì un'alterazione radicale. Infatti a partire dalla fine di questa eruzione il vulcano è entrato in una fase di quiescenza. Un tappo roccioso che ostruisce il cratere impedisce inoltre il pennacchio di fumo che era diventato costante anche nei periodi di calma durante gli ultimi secoli.

### Il futuro
(Giacomo Leopardi, La ginestra, Canti)

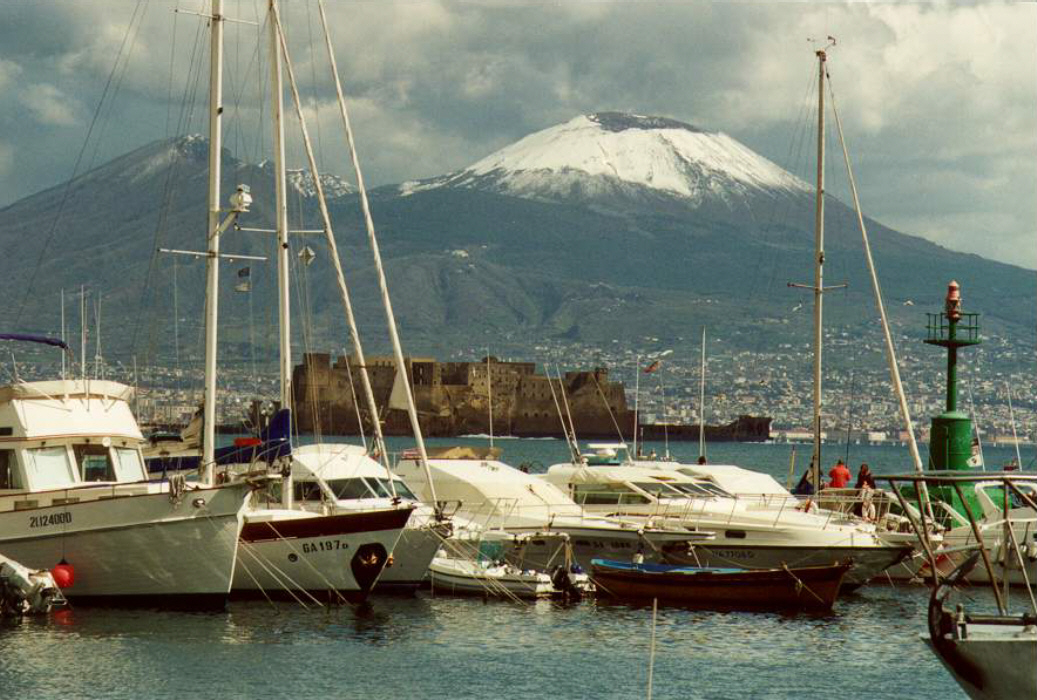
Vesuvio con la bocca innevata visto da Mergellina

Il termine del "dinamico riposo del Vesuvio" (come lo definiva il vulcanologo Giuseppe Imbò) è oggetto di studio e diverse sono le teorie in proposito, da un risveglio prossimo, sino a ipotesi di 50-100 anni o secoli. I segnali premonitori, quali alterazioni dei gas delle fumarole, piccoli terremoti o deformazioni, sono monitorati: considerando che la risalita del magma è associata a terremoti, a deformazioni del vulcano, a un aumento della temperatura nelle fumarole e a variazioni dell'acqua nei pozzi.
Le pendici del Vesuvio e i comprensori circostanti sono fittamente antropizzati e disordinatamente urbanizzati. Per far fronte ai rischi connessi a un'eruzione del Vesuvio è stato redatto un piano nazionale d'emergenza che individua zone a diversa pericolosità, prevedendo azioni di soccorso e piani di evacuazione. Tra le predette zone, la cosiddetta Zona rossa (a sua volta suddivisa in 5 zone intercomunali), esposta a maggior rischio da eruzione, si estende per circa 200 km². La nuova zona rossa è stata ampliata, rispetto a quella prevista nel Piano del 2001, comprendendo i territori di 24 comuni e tre quartieri del comune di Napoli. Oltre ai 18 indicati già in zona rossa (Boscoreale, Boscotrecase, Cercola, Ercolano, Massa di Somma, Ottaviano, Pollena Trocchia, Pompei, Portici, Sant'Anastasia, San Giorgio a Cremano, San Sebastiano al Vesuvio, San Giuseppe Vesuviano, Somma Vesuviana, Terzigno, Torre Annunziata, Torre del Greco, Trecase), saranno ricompresi i quartieri di Barra, Ponticelli e San Giovanni a Teduccio del Comune di Napoli, i Comuni di Nola (frazione di Piazzolla), Palma Campania, Poggiomarino, San Gennaro Vesuviano e Scafati, e l'enclave di Pomigliano d'Arco nel Comune di Sant'Anastasia.
La «zona rossa» è l'area per cui l'evacuazione preventiva è l'unica misura di salvaguardia della popolazione. A differenza di quella individuata nel Piano del 2001, la nuova zona rossa comprende, oltre a un'area esposta all'invasione di flussi piroclastici (definita «zona rossa 1»), anche un'area soggetta a elevato rischio di crollo delle coperture degli edifici per l'accumulo di depositi piroclastici (ceneri vulcaniche e lapilli), definita «zona rossa 2». Secondo il piano di evacuazione, gli abitanti di ciascun comune andrebbero trasferiti temporaneamente in un'altra regione di Italia, precedentemente individuata e abbinata a quel comune.
L'aspetto maggiormente problematico riguardante l'evacuazione resta tuttavia costituito dal problema della mobilità; l'alto numero di abitanti dei comuni della zona rossa e la viabilità congestionata dal traffico ordinario spingono infatti a immaginare difficoltà nello spostamento dei mezzi di trasporto privati e pubblici durante l'evacuazione. Una soluzione immaginata potrebbe essere quella di utilizzare la via del mare, per allontanare rapidamente il maggior numero possibile di persone, ma questa soluzione va valutata anche in relazione al prodursi di mareggiate e maremoti eventualmente connessi ai fenomeni sismici ed eruttivi.
Nel 2009 il responsabile della protezione civile Guido Bertolaso, auspicò che la zona rossa venisse estesa anche a parte del comune di Napoli, concretamente esposto a un pericolo in caso di eruzione vulcanica. Secondo Bertolaso, infatti, tale eventualità costituirebbe il più grande problema per la protezione civile in Italia.

Le grandi eruzioni vesuviane che emettono materiale vulcanico in quantità di oltre 1 chilometro cubo sono avvenute dopo periodi di inattività molto lunghi di circa 700-800 anni. Le eruzioni sub-pliniane che producono circa 0,1-0,5 chilometri cubi sono state più frequenti, con poche centinaia di anni di inattività tra di loro (3-4 secoli max).  Dall'eruzione del 1631 fino al 1944 si è verificata un'eruzione relativamente piccola ogni pochi anni, con l'emissione di 0,001–0,01 km³ di magma. Per il Vesuvio, la quantità di magma accumulato tra un'eruzione e un'altra aumenta ad una velocità di circa 2,5-3,5 milioni di metri cubi per ogni anno. Ciò fornisce una cifra approssimativa di 0,25 chilometri cubi di materiale magmatico per un'eruzione dopo 80 anni di inattività.

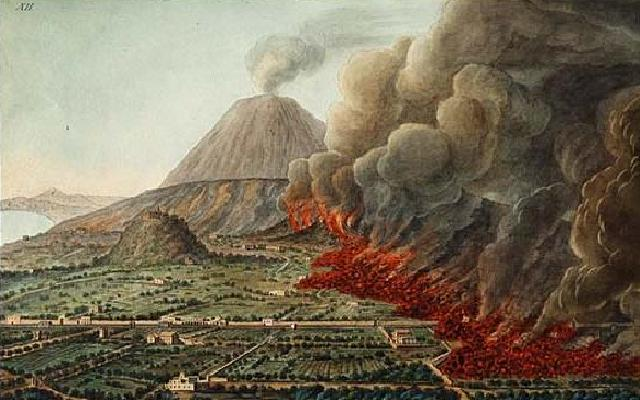
Eruzione del Vesuvio del 1760-1761

Dal 1631 al 1944, il Vesuvio è stato un vulcano "addomesticato", cioè ha seguito un andamento eruttivo continuo, con il condotto praticamente sempre aperto, di modo tale che era possibile intuire le eruzioni. L'andamento ciclico della sua attività qui descritto fu riconosciuto da William Hamilton, Frank Alvord Perret, Giovanni Battista Alfano e Immanuel Friedlaender.

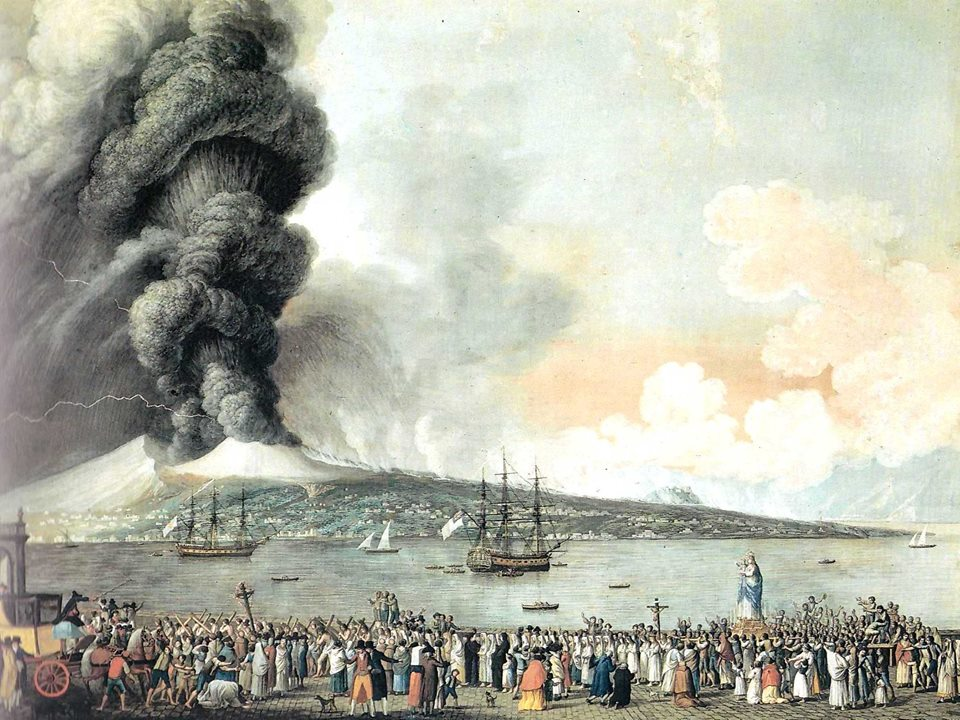
Eruzione del Vesuvio del 1794, con la processione dell'Immacolata. Alessandro D'Anna

Dopo una grande eruzione (come quella del 1631, 1872 o 1906) tutto il magma è stato eiettato e il condotto, svuotato, fa crollare la parte sommitale. Il Vesuvio quindi entra in un periodo di riposo (quiescenza) che dura in media tra i 3 e i 7 anni, durante i quali il cratere emette solo gas. Successivamente, piccole esplosioni di ceneri sul fondo del cratere cominciano a costruire un cono di scorie, le cui dimensioni possono aumentare a seconda della pressione che comincia ad accumularsi nella camera magmatica, e che danno il via ad un'attività persistente che può durare da un minimo di 7 ad un massimo di 30 anni. In questo periodo, le scorie accumulate formano una vera e propria piattaforma che finirà per occupare completamente il cratere stesso, generando spesso piccole colate esterne, che però sono di piccolo volume e causano pochi danni (esempio di quest'attività sono la formazione dei colli "Margherita" ed "Umberto", o le eruzioni del 1805 o 1929).

Fotografia originale a colori dell'eruzione del Vesuvio del 1944, vista da Napoli

Quando la pressione accumulatasi giunge al limite, il cono comincia a fratturarsi, ed ha inizio l'eruzione finale, che dura al massimo due/quattro settimane. Dopo una prima abbondante tracimazione di lava, si ha un periodo di rallentamento dell'attività seguito da una fase esplosiva finale, relativamente breve, ma assai più violenta (e pericolosa) della precedente, durante la quale si generano una o più ciclopiche nubi eruttive che spazzano via la parte terminale del cono. Questa violenta fase può durare un paio di giorni al massimo, e segna la fine dell'eruzione e del ciclo. Il cratere, svuotato, frana su sé stesso, ed il Vesuvio ricade nel periodo di quiescenza che segna l'inizio di un nuovo ciclo.
Il periodo di maggiore attività si è avuto durante la seconda metà del XVIII secolo con cicli della durata media di 10-15 anni mentre quello di minore attività si è avuto tra il 1872 e il 1944 con due cicli della durata di 34 e 38 anni. Dopo l'eruzione del 1944, il Vesuvio è caduto in uno stato di quiescenza.

### Stato attuale

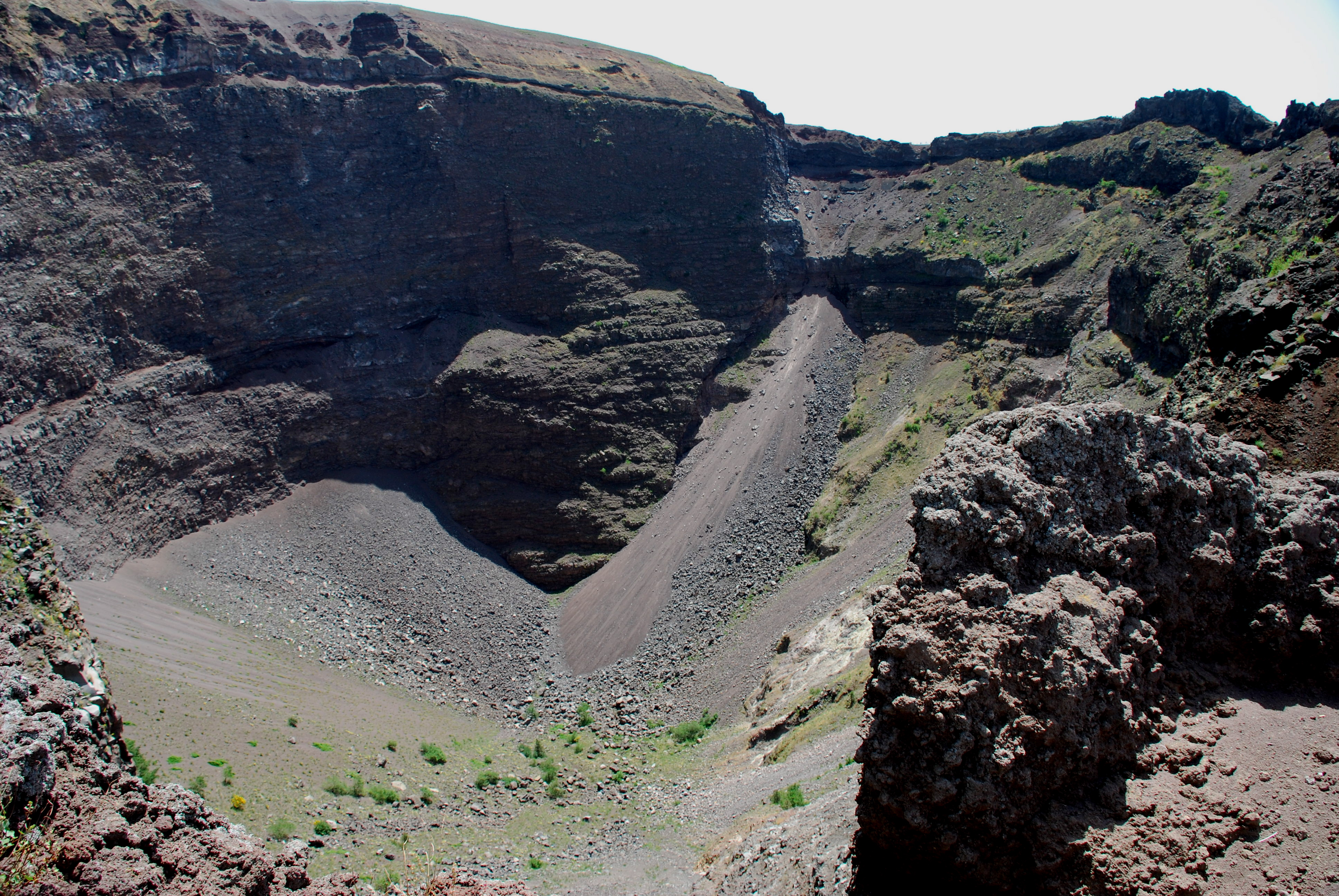
Interno del cratere

L'attuale fase di quiescenza appare, in base alla descrizione del ciclo sopra descritta, atipica: in base ai cicli abituali, la ripresa dell'attività eruttiva sarebbe fortemente in ritardo. Per questo si ritiene che il Vesuvio sia uscito dal tipo di attività fino ad ora studiato, caratterizzato da un condotto praticamente sempre aperto sin dal 1631.
Tuttavia, nel 2001, una ricerca condotta dalle Università di Napoli e di Nizza, e i cui risultati sono stati pubblicati su Science, ha permesso di accertare che a una profondità di circa 8 km sotto la superficie è presente un accumulo di magma che si estende per circa 650 km², dal centro del golfo di Napoli fin quasi ai contrafforti preappenninici. Per questo motivo potrebbero manifestarsi segnali di ripresa dell'attività in qualsiasi momento che inducono a tenere il Vesuvio sotto costante osservazione.

## Il parco nazionale del Vesuvio
Sulle pendici del Vesuvio abita un personaggio del mondo Disney: la strega Amelia.

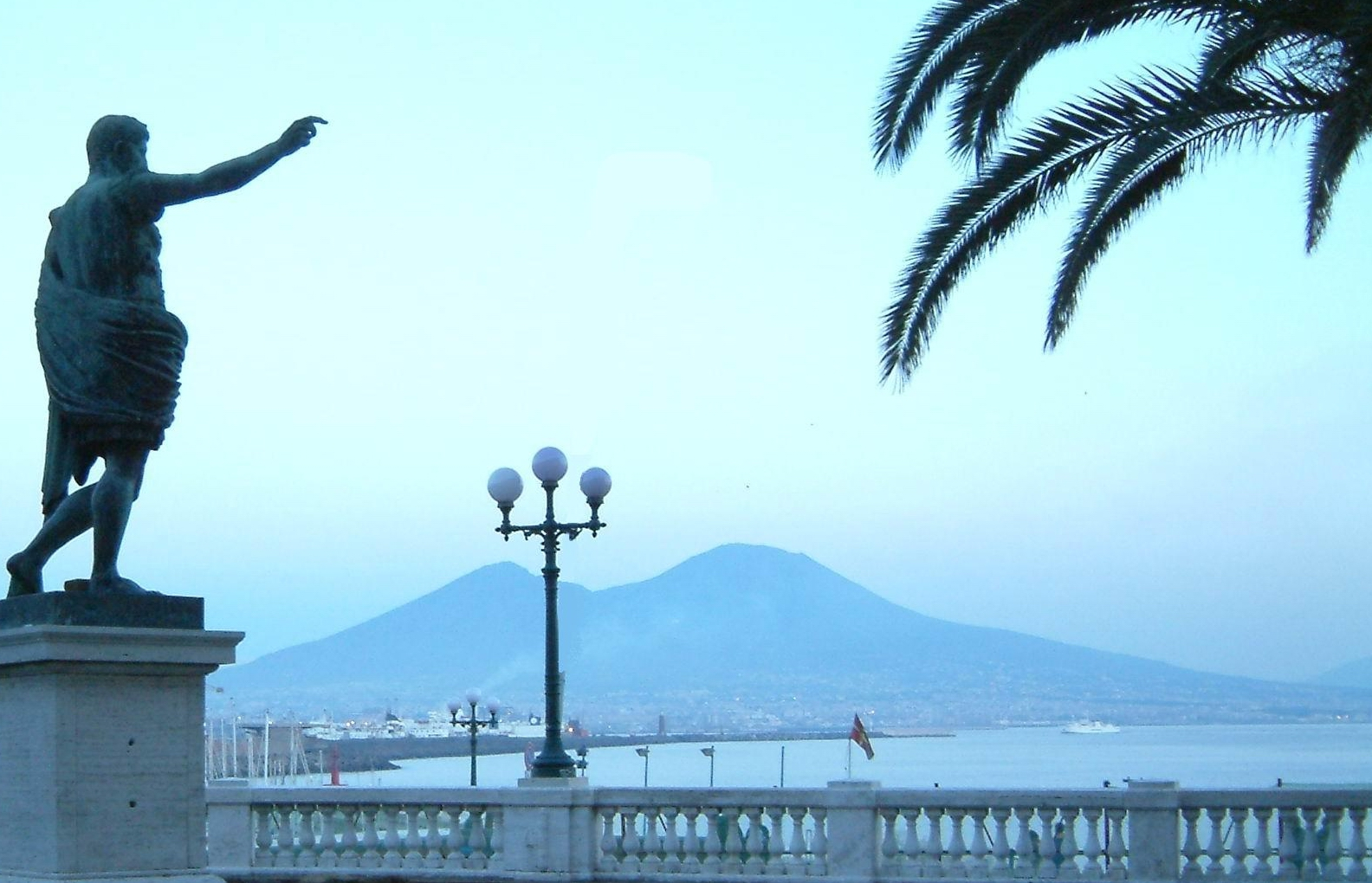
Il Vesuvio visto da Napoli

La fattucchiera che ammalia, caratterizzata anche da un forte accento napoletano, è stata introdotta nel mondo dei fumetti da Carl Barks.
Si riporta un commento del fumettista statunitense:
(Carl Barks)
Il parco nazionale del Vesuvio è nato il 5 giugno 1995 per il grande interesse geologico, biologico e storico che il suo territorio rappresenta. La sua sede è collocata nel comune di Ottaviano. È stato istituito principalmente per:
- conservare i valori del territorio e dell'ambiente, e la loro integrazione con l'uomo;
- salvaguardare le specie animali e vegetali, nonché le singolarità geologiche;
- promuovere attività di educazione ambientale, di formazione e di ricerca scientifica.

Il Parco nasce poi dall'esigenza di valorizzare e difendere il Vesuvio. Esso rappresenta il tipico esempio di vulcano a recinto, costituito da un cono esterno tronco, il Monte Somma, (spento e con una cinta craterica in buona parte demolita) entro il quale si trova un cono più piccolo (che rappresenta il Vesuvio, ancora attivo).
Il territorio, ricco di bellezze storiche e naturalistiche, vanta una produzione agricola unica per varietà e originalità di sapori.
Un'ulteriore singolarità di questo Parco è rappresentata dalla notevole presenza di specie floristiche e faunistiche se si rapporta alla sua ridotta estensione: sono presenti ben 612 specie appartenenti al mondo vegetale e 227 specie (tra quelle studiate) appartenenti a quello animale.
A causa dell'emergenza rifiuti in Campania, due siti sul confine del Parco nazionale del Vesuvio avrebbero dovuto essere adibiti a discarica in seguito all'emanazione della legge nº 123 del 2008. Al 2010, è già attiva e quasi satura la discarica "Ex Sari". Durante il mese di settembre 2010 la regione Campania aveva previsto l'apertura della seconda discarica, "Cava Vitiello", che avrebbe dovuto essere la più grande d'Europa. Tuttavia, dopo numerose proteste da parte soprattutto dei cittadini dei comuni di Boscoreale e Terzigno l'apertura della discarica è stata sospesa dal Governo.

## Date delle eruzioni

Il conetto, formatosi a causa delle scorie vulcaniche interno al cratere del Vesuvio nella prima metà del Novecento.

Dopo l'eruzione del 79 ― che fu l'ultima delle eruzioni "pliniane" ed anche la prima dei tempi storici ― , il Vesuvio ha avuto innumerevoli eruzioni, di svariati tipi, qui sotto cronologicamente elencate:
Eruzioni esplosive
- 180, 203, 472, 512, 685, 968, 999, 1680, 1682, 1685, 1689.

Eruzioni effusive
- 1717, 1725, 1728, 1730, 1751, 1752, 1755, 1771, 1776, 1785, 1805, 1810, 1812, 1813, 1817, 1820, 1831, 1855, 1858, 1867, 1868, 1871, 1884, 1891, 1895, 1899, 1929.

Eruzioni effusivo-esplosive
- 1036, 1068, 1078, 1139, 1631, 1649, 1660, 1694, 1698, 1707, 1714, 1723, 1737, 1761, 1767, 1779, 1794, 1822, 1834, 1839, 1850, 1861, 1872, 1906, 1944.

Eruzioni dubbie
- 787, 991, 993, 1007, 1305, 1500.

## Mineralogia
Nei dintorni del Vesuvio sono stati rinvenuti diversi minerali; i più rilevanti, per i quali è definita località tipo, sono:
- Aftitalite
- Avogadrite
- Bassanite
- Carobbiite
- Calcocianite
- Chlorothionite
- Cloralluminite
- Clormanganokalite
- Clorocalcite
- Cloromagnesite
- Cotunnite
- Covellite
- Cryptohalite
- Cuprorivaite
- Cyanochroite
- Dolerofanite
- Eriocalcite
- Eritrosiderite
- Euclorina
- Ferruccite
- Kremersite
- Litidionite
- Magnesioferrite
- Malladrite
- Manganolangbeinite
- Mascagnite
- Matteuccite
- Melanothallite
- Mercallite
- Mitscherlichite
- Molisite
- Nahcolite
- Palmierite
- Picromerite
- Pseudocotunnite
- Scacchite
- Silvite
- Tenorite

## Arte
Nel corso dei secoli, al Vesuvio sono state dedicate anche opere artistiche, come ad esempio:
- il poema di Sincero Accademico Insensato, Il Vesuvio Fiammeggiante, Napoli 1632, dedicato a Giacomo Theodoli allora arcivescovo di Amalfi.

## Sport
- Il 23 maggio 1990 la terza tappa del Giro d'Italia si è conclusa al Vesuvio con la vittoria dello spagnolo Eduardo Chozas.
- Il 29 maggio 2009 la diciannovesima tappa del Giro d'Italia si è conclusa al Vesuvio con la vittoria di un altro spagnolo, Carlos Sastre.
- Nel 2010, Sebastian Vettel si allenò sul Vesuvio per prepararsi alla stagione automobilistica di quell'anno. Egli vinse il suo primo titolo e non mancò di ringraziare il vulcano definito dallo stesso pilota un "portafortuna" per la sua carriera.[25]

## Galleria d'immagini

XX secolo
1928
1929
1932
1934
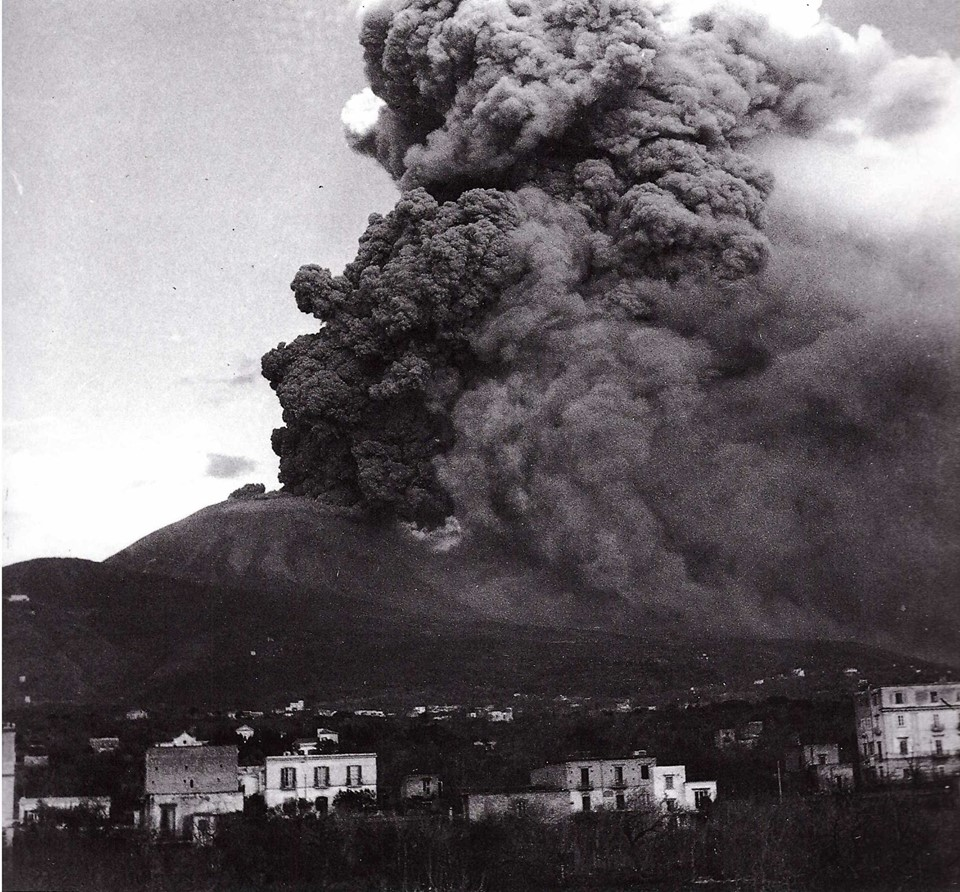
1944

XXI secolo
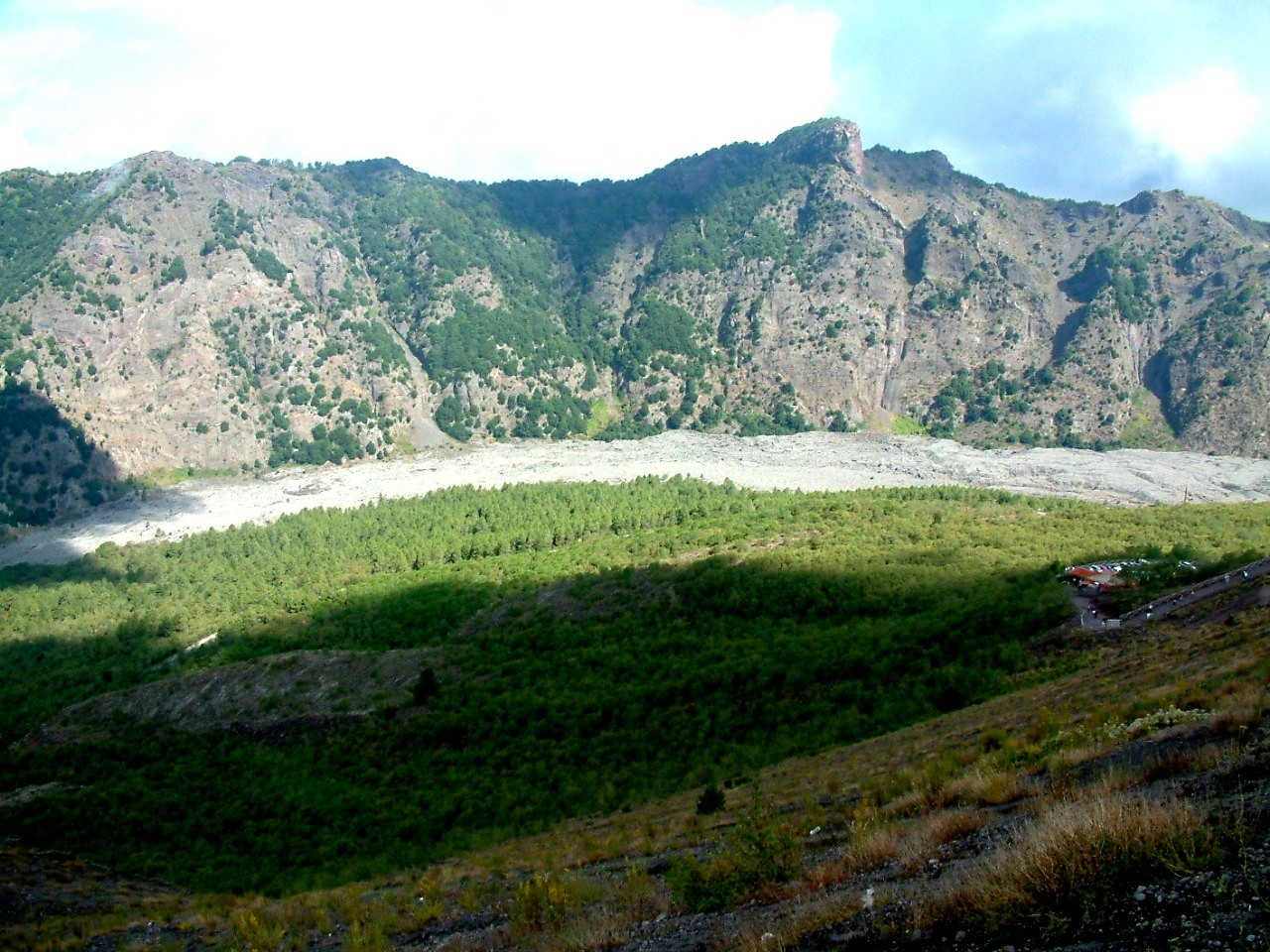
2005
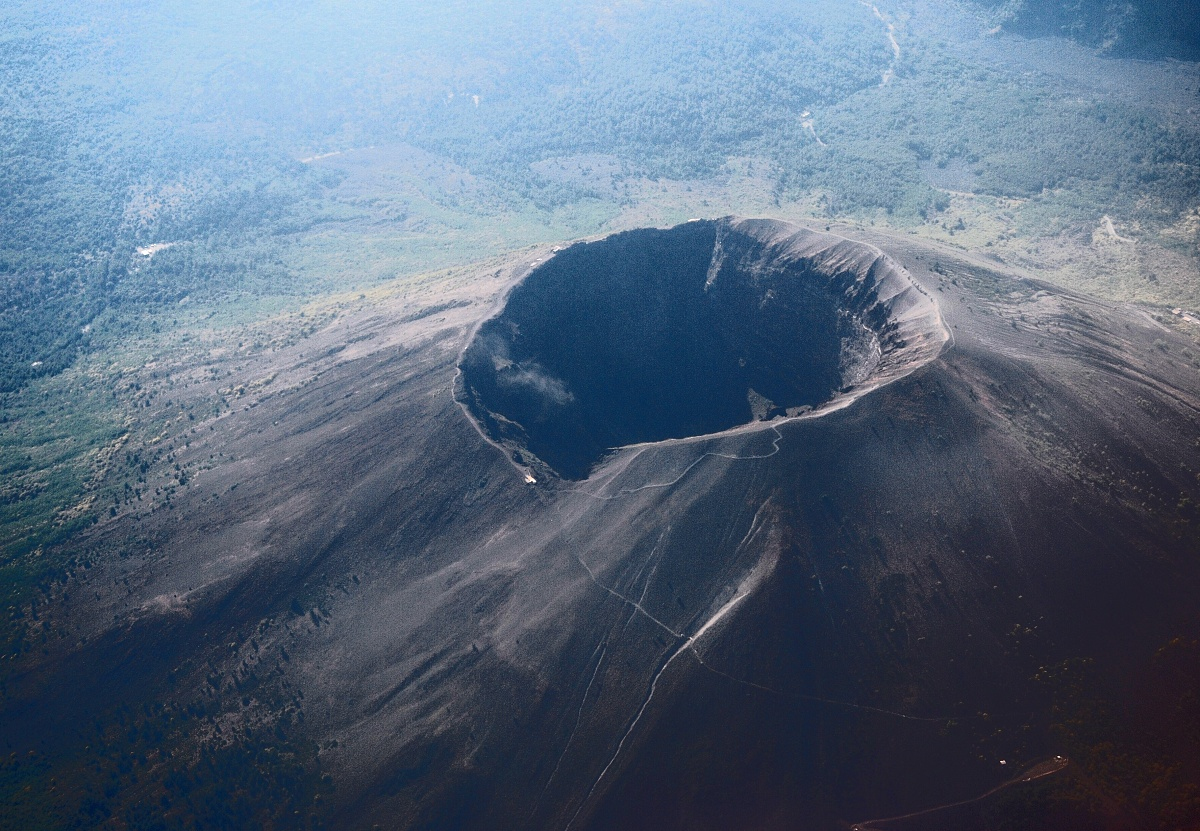
2007
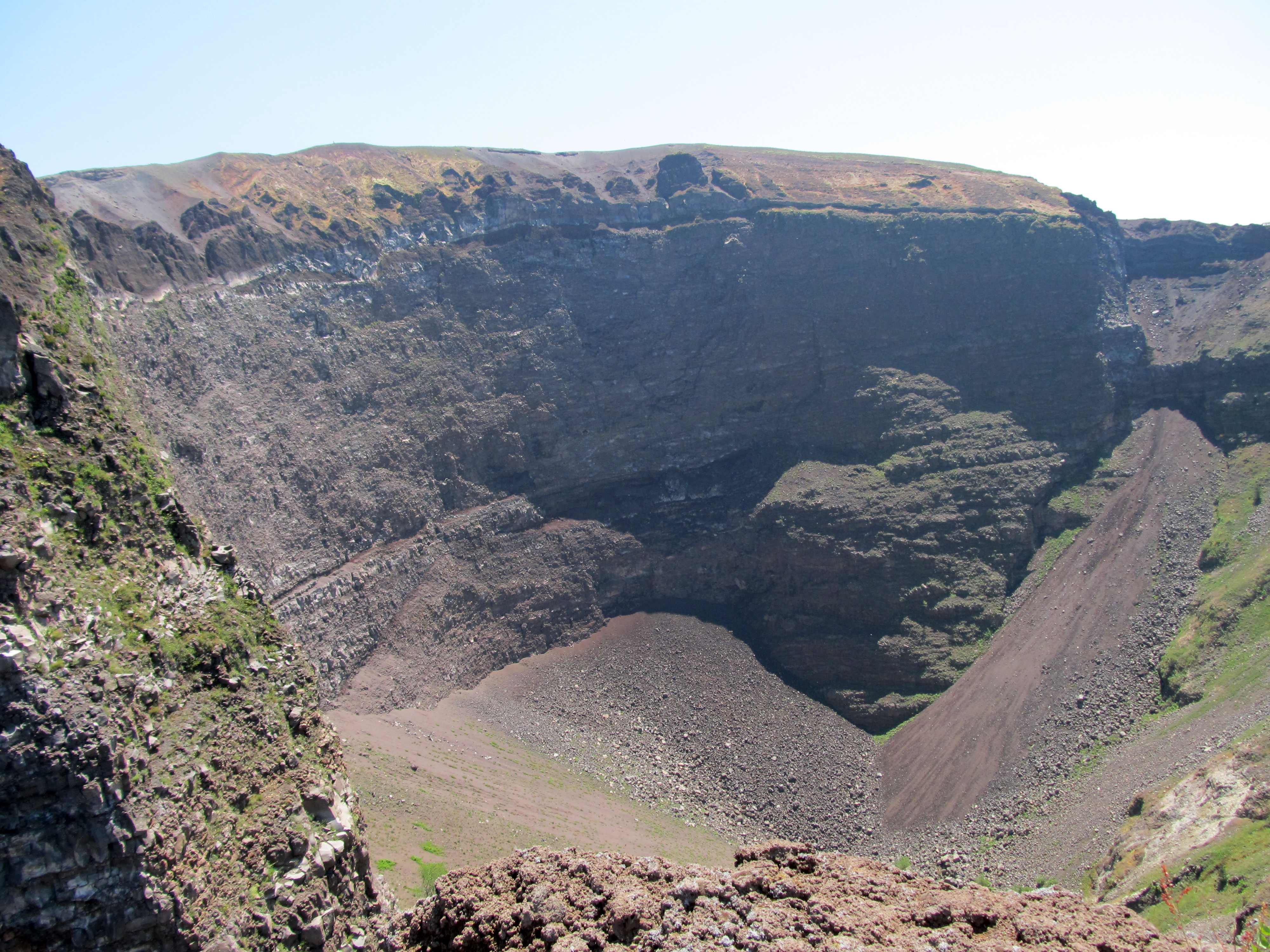
2014
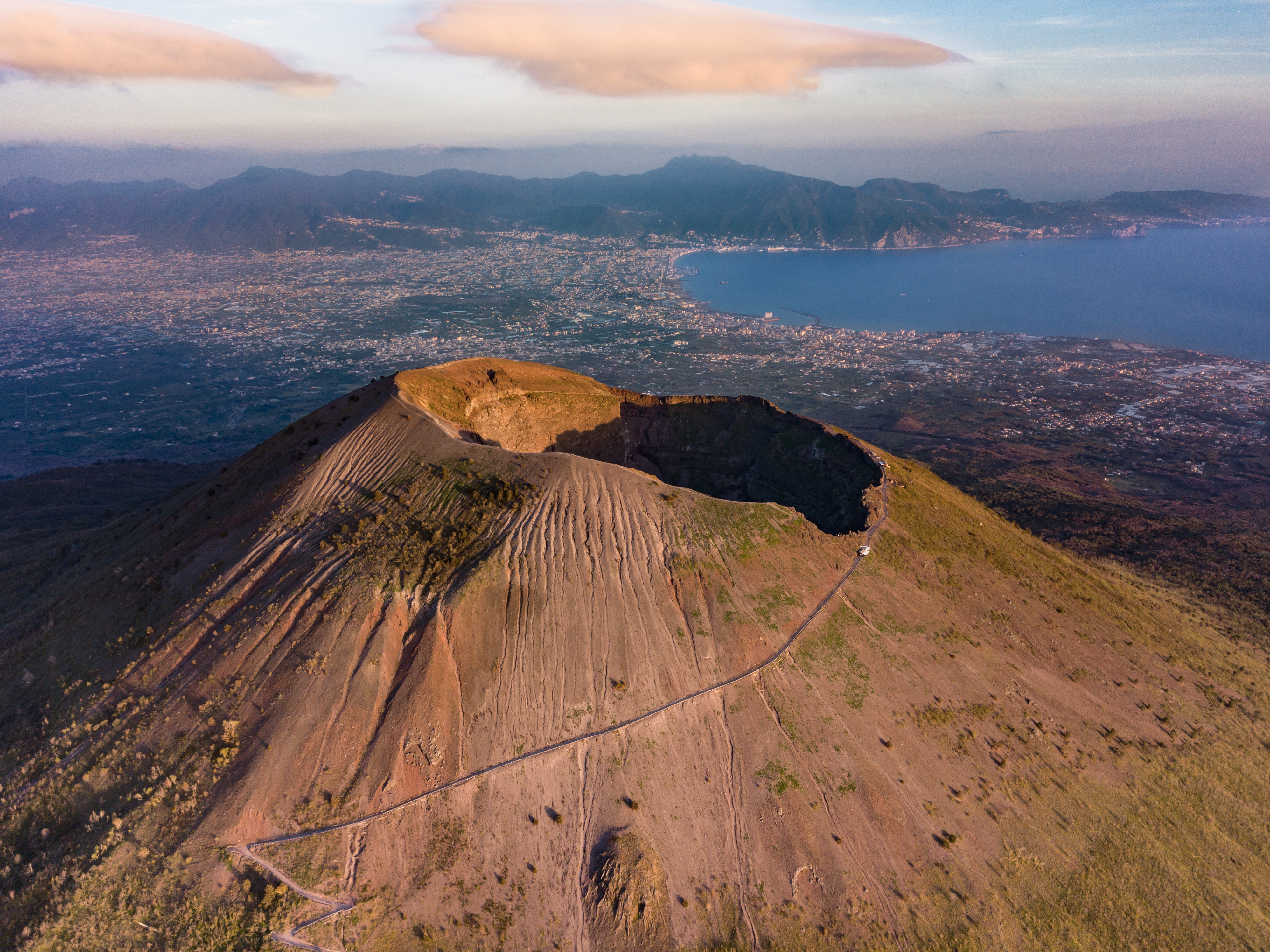
2019

XVIII secolo
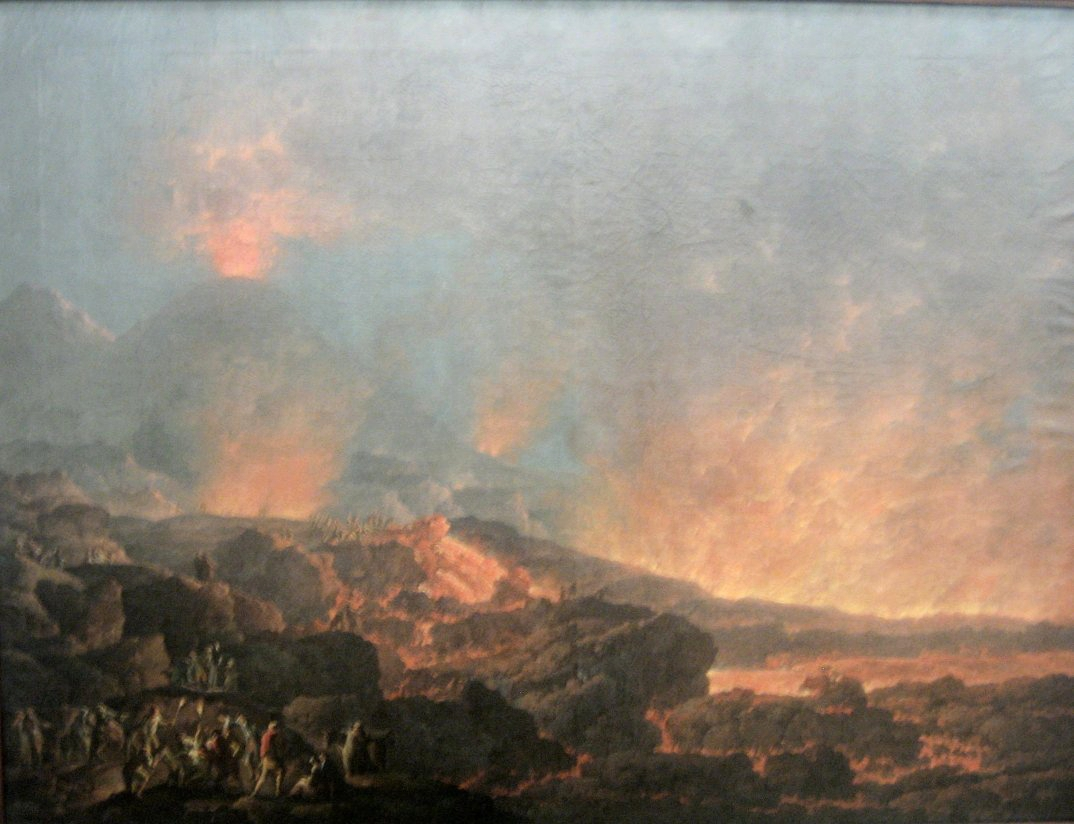
1758
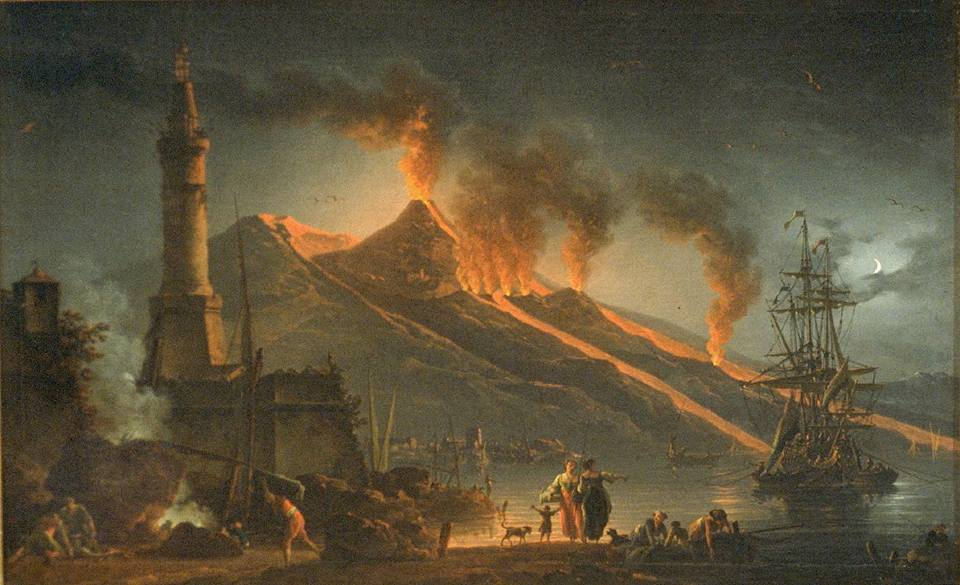
1762
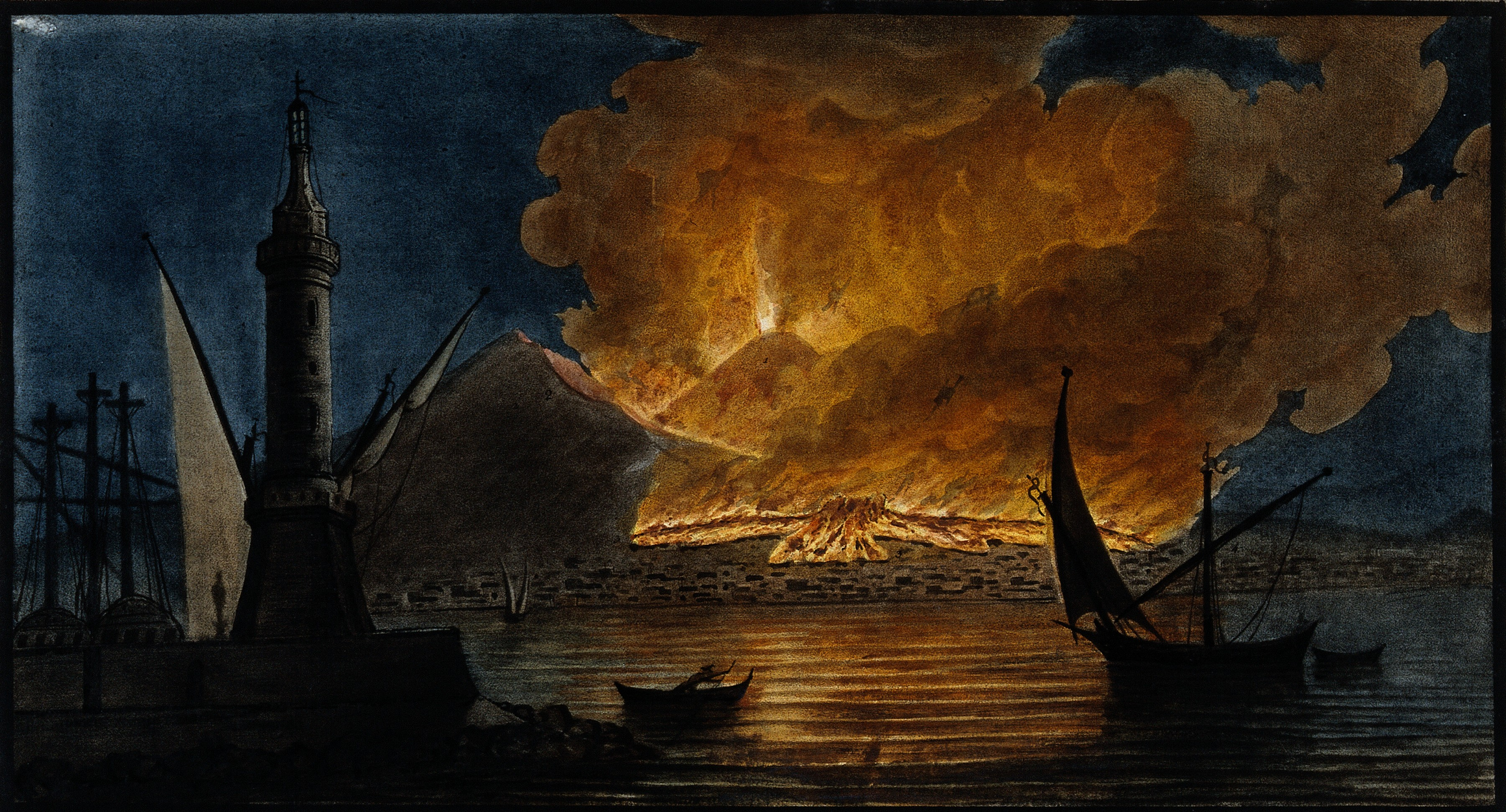
1767
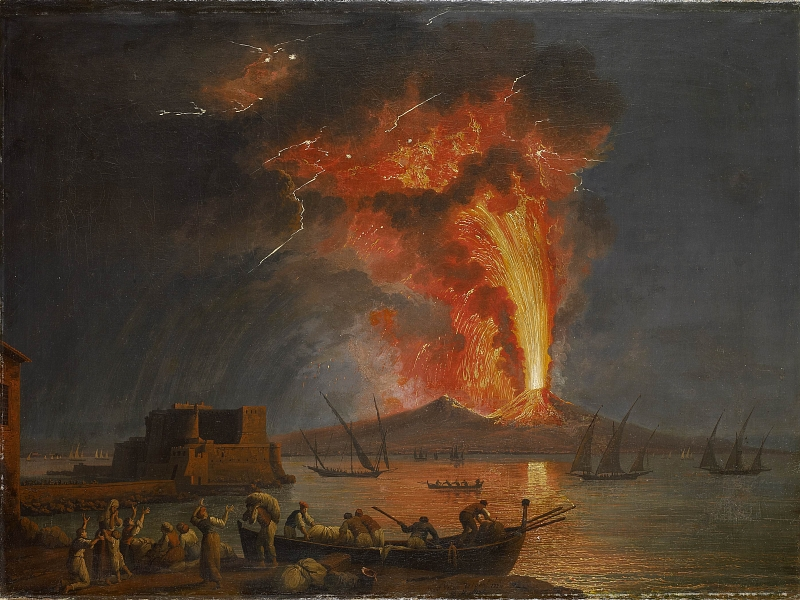
1779
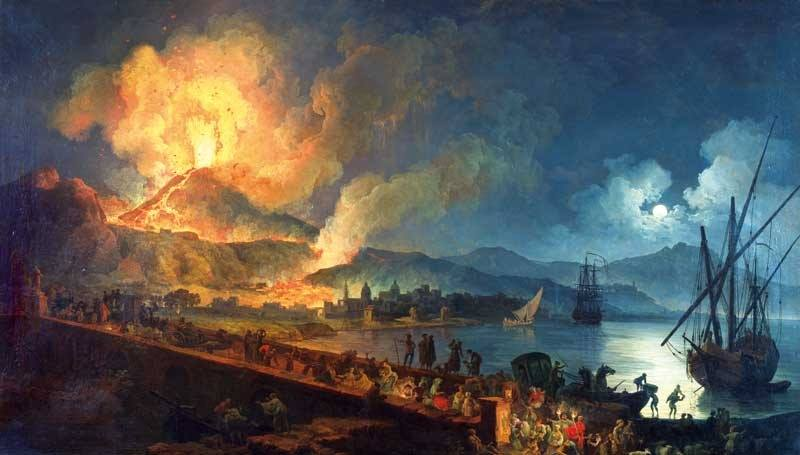
1782
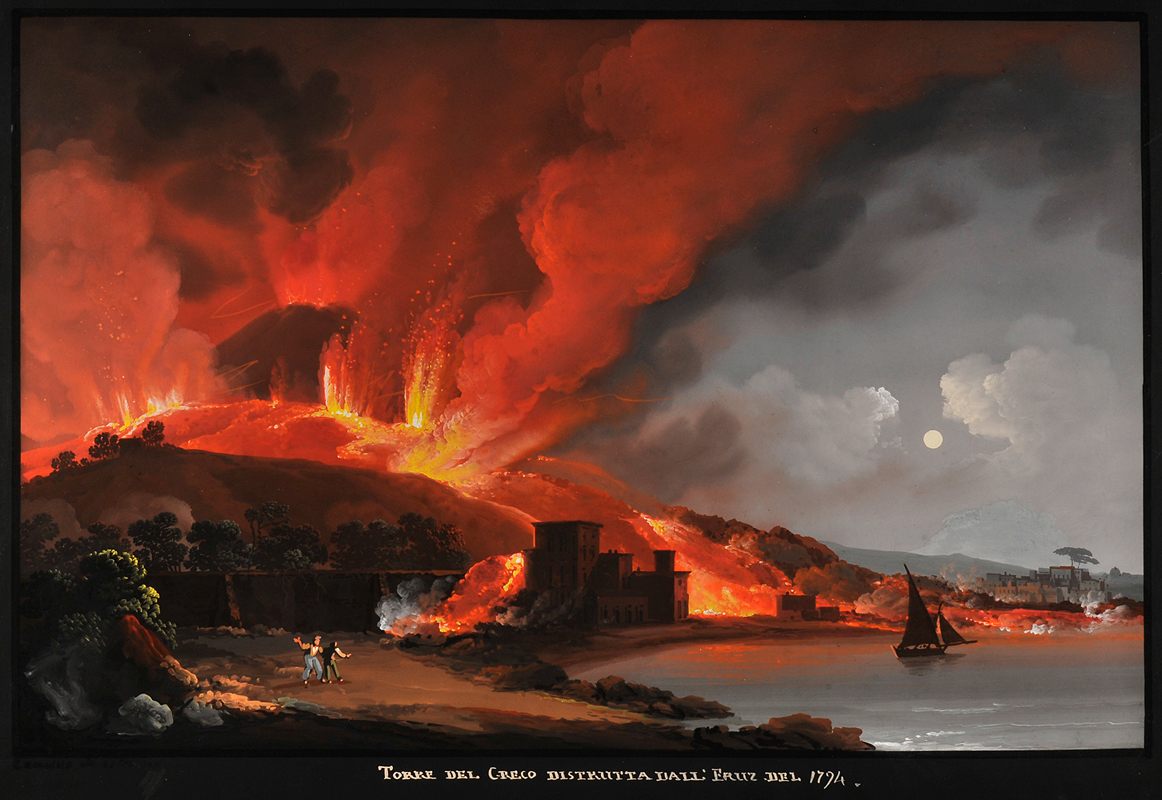
1794

XIX secolo
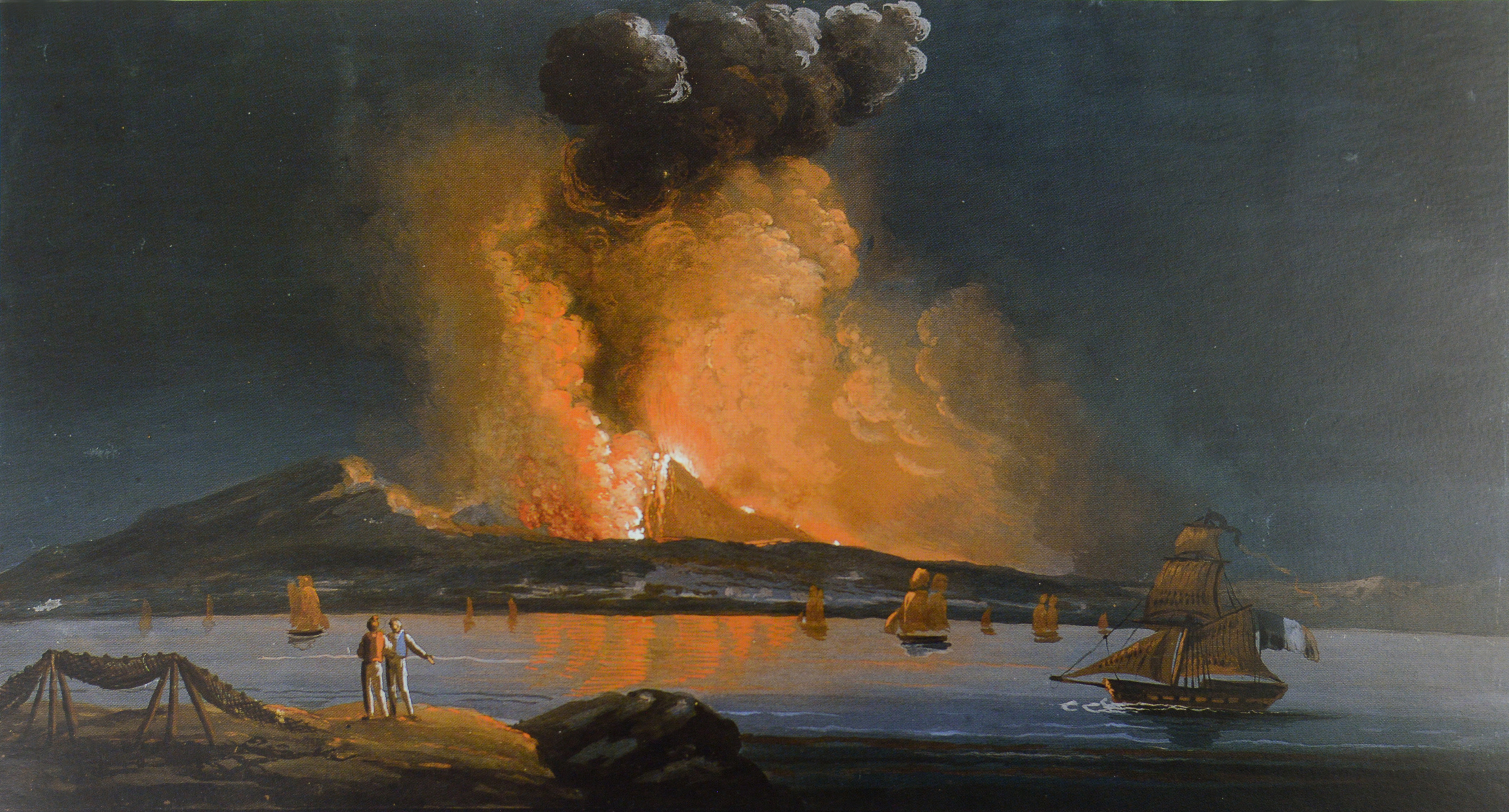
1810
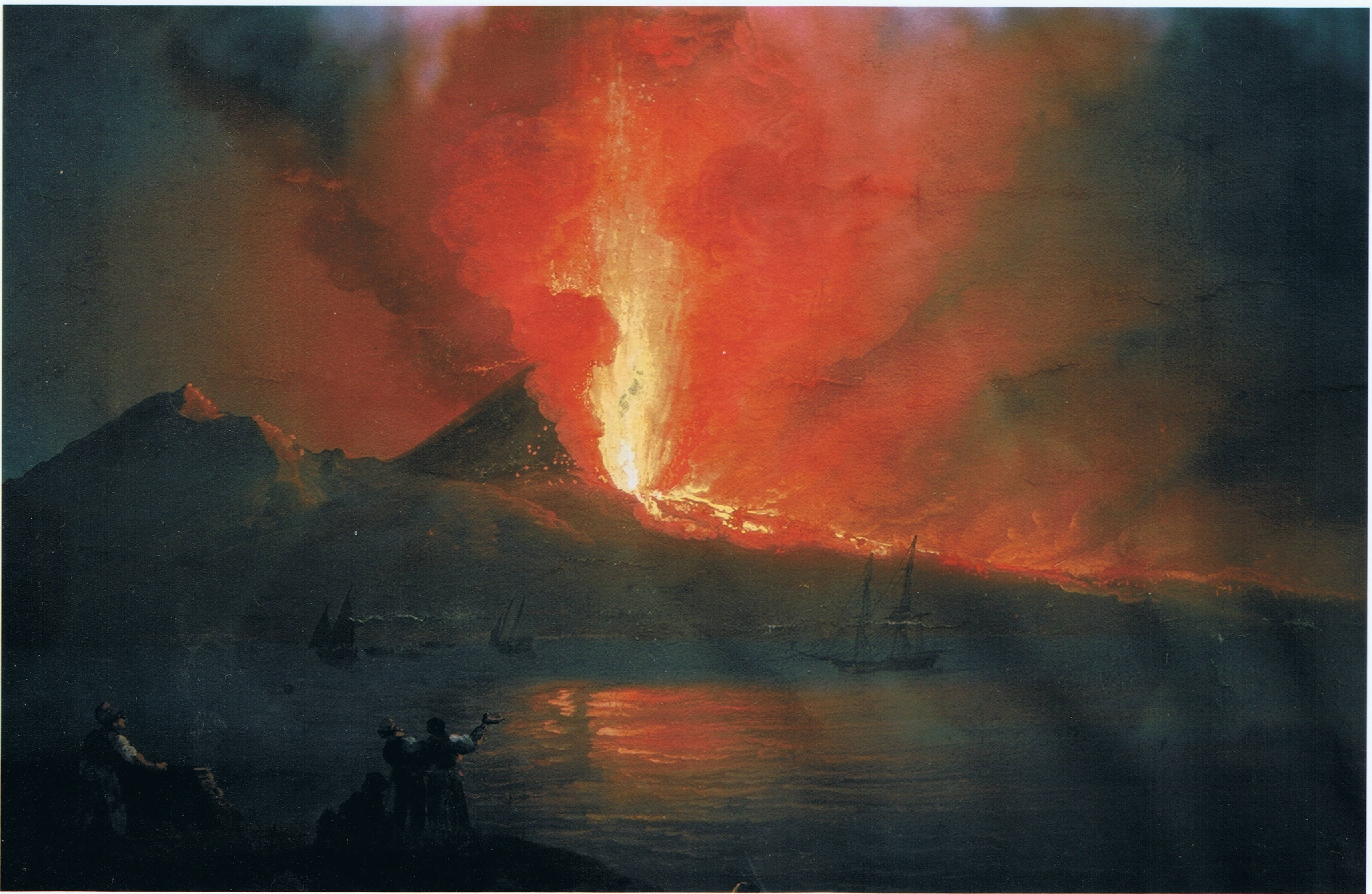
1812
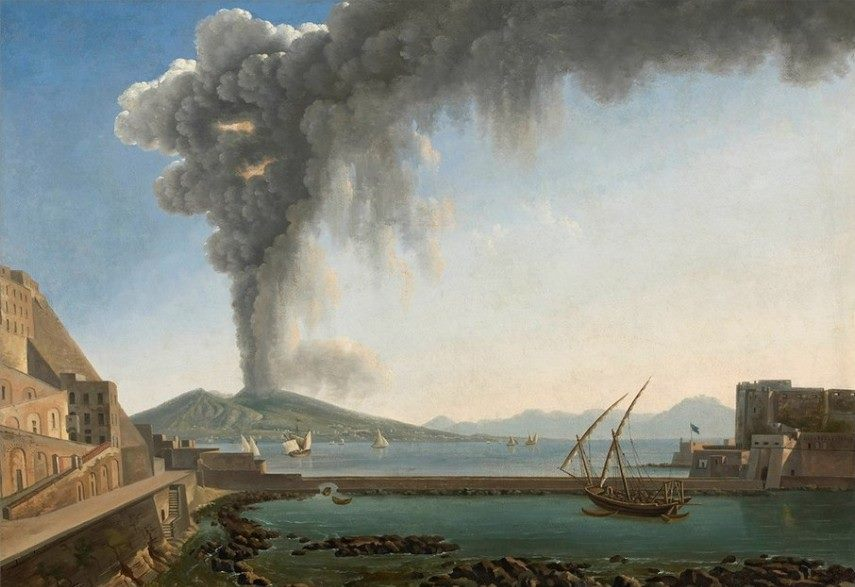
1813
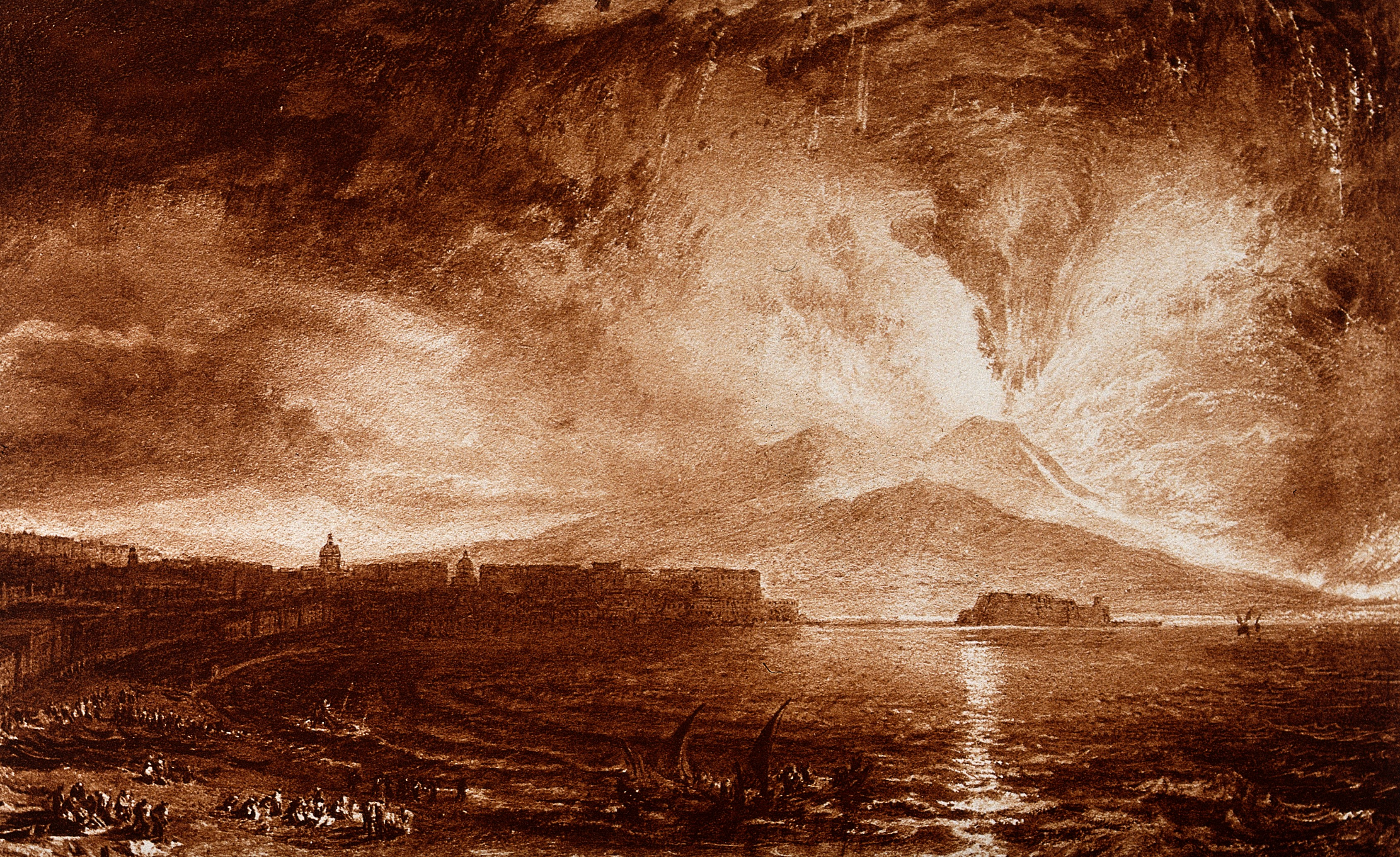
1817
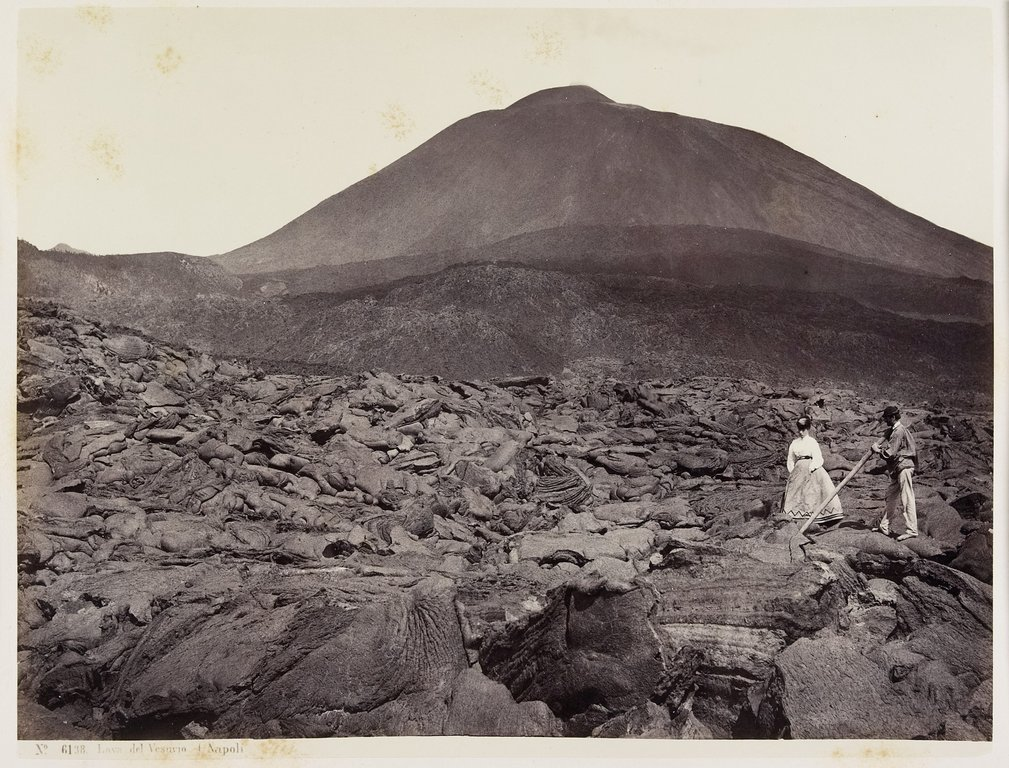
1872

- XX secolo
- 1928
- 1929
- 1932
- 1934
- 1944

- XXI secolo
- 2005
- 2007
- 2014
- 2019